# Bibliographie sur Brueghel l'Ancien
La bibliographie de Pieter Bruegel (ou Brueghel) l'Ancien est donnée par ordre alphabétique. 
- Haut – A
- B
- C
- D
- E
- F
- G
- H
- I
- J
- K
- L
- M
- N
- O
- P
- Q
- R
- S
- T
- U
- V
- W
- X
- Y
- Z

## A
| Adams Frederick Baldwin - 1952, Alpestre Landscape. Alexandrian Sarane - 1969 Bruegel. Grand Art, petites monographies, Flammarion, Paris. Allart Dominique - 1985, Démesure ou Rêve de Perfection, La Tour de Babel vue par les Peintres flamands du XVIe siècle. Le mur dans l'art et l'archéologie. - 1991, 1992, La peinture de paysages anversoise, dans l'orbite de Pierre Breughel l'Ancien. - Contribution à l'étude de la thématique paysagiste au seizième siècle. - 1993, Un regard nouveau sur la peinture de Breugel. Présentation d'un programme d'Analyse technologique de cinq tableaux des Musées royaux des Beaux-Arts de Belgique. - 1993, Approche de la Technique picturale de Pieter Bruegel l'Ancien, ICOM Committee for conservation. - 1996, La Chute d'Icare des Musées royaux des beaux-arts de Belgique à Bruxelles - Histoire d'une attribution - Réticences - Partie de cache-cache avec Bruegel le drôle - Perseverare diabolicum - 1997, Fiamminghi a Roma. Sur la piste de Breugel en Italie. - Les pièces de l'enquête. - 2001, La Magie de l'Hiver. Le Paysage enneigé chez Pieter Breugel l'Ancien et dans les Copies de Pieter Breughel le Jeune. - 2001, Pieter Breugel le Jeune a-t-il pu voir les tableaux de son père? - Réflexions méthodologiques et critiques. - Les collections d'art comprenant des tableaux de Pieter Bruegel l'Ancien du vivant de Pieter Breughel le Jeune (Liste récapitulative des sources écrites). - Examen des œuvres conservées - Du matériel d'atelier laissé par Pierter Bruegel l'Ancien ? Hypothèses. | Alpers Svetlana - 1972, Bruegel's festive Peasants. - 1975, Realism as a comic Mode: low-life Painting seen through Bredero's eyes. - 1978, Taking Pictures seriously. A Reply to Hessel MIEDEMA. Alssens Heyrick - 1873, 1550, Duytsche Adagia ofte Sprecwoorden… door Symon Adrienson van Amsterdam Alvin Louis-Joseph - 188•, cité par Louis Lebeer Anzelewsky Fedja - 1975, Peter Breugel der Ältere, des zeichner. Antoine Jean - 1984, Bruegel et Dominique Rolin Arbour René - La Peinture flamande de Van Eyck à Bruegel. Panorama des Arts Somogy, Paris Argan Giulio Carlo - 1955, Cultura e Realismo di Pieter Bruegel. - 1984, Il Rinascimento da Brunelleschi a Bruegel. Arndt Karl - 1961, Dessins inconnus de Bruegel l'Ancien - 1965, Pieter Bruegel der Ältere als Vorläufer Coninxloos: Bemerkungen zur Geschichte der Waldlandschaft. - 1966, Unbekannte Zeichnungen von Pierer Bruegel der Ältere. - 1967, Frühe Landschaftzeichnungen von Pieter Bruegel der Ältere . - 1967, Early Landscapes Drawings by Pieter Bruegel the Elder. - 1972, Pieter Bruegel der Ältere und die Geschichte der Waldlandschaft. Auer Erwin - 1969, Brueghel. Der kampf zwischen Fasching und Darten Kunsthistorische Museum Wien. Feldmühle Actievegesellschaft, Wien- Bruxelles Auden W.H. - 1967, Seeing and saying: Landscape with the Fall of Icarus. Auner Michaël - 1952, Pieter Bruegel. Umrisse eines Lebensbildes. - 1956, Pieter Bruegel. Umrisse eines Lebensbildes. Ausloos E. - 1977, Pieter Breughel in Brussel: een linomap |

## B
Back Friedrich
- 1914, Großherzoglich Hessisches Landesmuseum in Darmstadt: Verzeichnis der Gemälde.

Badt K.
- 1958, The Birth und Rebirth of Pictorial Space: Besprechung von John WHITE
- 1959, The Birth and Rebirth of Pictorial Space: Raphaël and Breugel

Baie Eugène
- 1938 & 1953, Le Poète des Gueux: Pieter Breugel l'Ancien[14],
  - Introduction à Pieter Bruegel l'Ancien
  - Années d'apprentissage.
  - L'expérience transalpine.
  - Le retour à Anvers.
  - Volksschilder. Peintre du peuple.
  - Fabuliste, Imagier populaire.
  - Le monde fantastique.
  - Breughel des Paysans.
  - L'art de Breughel.
  - Le poète des gueux.
  - Le symphoniste pastoral.
  - Breughel le Drôle.
  - Breughel, facteur expressif de la cité.
  - Séjour à Bruxelles : les années tragiques
  - Le Triomphe de la Vie.

Bagrow Leo
- Pierre Bruegel le Vieux par M. Destombe[15]

Bakker Boudewijn
- 2001, Pieter Bruegel, Meestertekenaar, Bruegels landschap: het vernuft van een gewone rederijker.

Baldwin Robert
- 1986, Peasant Imagery and Bruegel's Fall of Icarus[17]

Balis Arnout et allii
- 1987, La Peinture Flamande au Kunsthistorisches Museum de Vienne[18]

Bnags Jeremy D.
- 1978, Pieter Bruegel and History.
  - Dulle Griet, Proverb and the World Upside Down.

Barker Virgil
- 1926, Pieter Bruegel the Elder: A Study of the Painting[19]

Barnouw Adriaan J.
- 1947, The Fantasy of Pieter Bruegel[21]
- 1949, Bruegel's Verzoeking van den Heiligen Antonius[22].

Baudelaire Charles
- 1857, Quelques caricaturistes étrangers: Brueghel le Drôle
- 1864, Pauvre Belgique (notes sur Bruegel)

Bauer Linda & Georges
- 1984, The Winter Landscape with Skaters and Bird Trap by Pieter Bruegel the Elder[24].

Bax D.
- 1943, Over allerhande bisschoppen en Breugel's Kreupelen in het Louvre.

Bedaux Jan Baptist & Van Gool A.
- 1974, Bruegel's Birthyear, Motive of an Ars/Natura Transmutation[25].

Beets M. N
- 1936, L'attribution de la Petite Tour de Babel.

Benn Godfried
- 1945, Letters to William Carlos Williams.

Benesch Otto
- 1925, Die Kreuztragung [26].
- 1927, Breughel's Fortitudo, Phaïdon, Londres
- 1932, Mitteilung des Geschichte für Vervielfältigende Kunst, Studies of Beggars and Cripples.
- 1953, Besprechung von Charles DE TOLNAY, The Drawings of Peter Breugel the Elder.
- 1959, Zu Frage der Kopien nach Pieter Bruegel[27].
- Résumé: Le Peintre et le Connaisseur : Copie de Jacob Savery et Georges Hoefnagel.

Benezit Emmanuel
- Dictionnaire Bénézit, Dictionnaire critique et documentaire des peintres,sculpteurs, dessinateurs et graveurs de tous les temps et de tous les pays, vol. 2, Paris, éditions Gründ, janvier 1999, 13440 p. (ISBN 978-2-7000-3012-9), p. 875-878

Berger A.
- 1883, Inventar der Kunstsammlung des Erzherzogs Leopold Wilhelm von Osterreich nach der Original-handschrift im Fürstlich Schwarzenbergschen Centralarchive.

Bergmans Simone
- 1965, Le problème du Monogrammiste de Brunswick.
- 1970, Un Fragment peint du Pèlerinage des Épileptiques à Molenbeek Saint-Jean, Œuvre perdue de Pierre Bruegel l'Ancien[28].
- Een geschilderd fragment van de bedevaart van de lijders aan de valende ziekte Sint-Jans-Molenbeek, verloren gegaan van Pieter Bruegel de Oude
  - Rapport de l'Institut Royal du Patrimoine Artistique, Dimensions, Support, Couche picturale, Couche protectrice & Conclusion.

Bergsträsser G.
- 1965, Bruegel the Elder: View of Rome[29].

Bergström I.
- 1956, The iconological Origin of Spes by Peter Breughel the Elder

Bernard Charles
- 1908, Pierre Bruegel l'Ancien, Collection des grands artistes des Pays-Bas[30].
  - Les Pays-Bas depuis le commencement du seizième siècle jusqu'à la mort de Bruegel : 1569.
  - Bruegel, continuateur des grands peintres réalistes de la première moitié du quinzième siècle.
  - Portée générale de son œuvre qui est l'expression de son milieu.
  - Synthèse du Massacre des Innocents et du Triomphe de la Mort.
  - La place de Bruegel parmi des peintres de son temps.
  - Les romanisants et les traditionalistes.
  - Les précurseurs de Bruegel et l'école naturaliste du Moyen Âge.
  - Jérôme Bosch.
  - La Biographie de Pierre Bruegel l'Ancien.
  - Lieu et date probable de sa naissance.
  - La dynastie des Bruegel.
  - L'arrivée de Bruegel à Anvers.
  - Pierre Coecke, son premier maître.
  - Bruegel chez Jérôme Cock, peintre, graveur et éditeur.
  - Son inscription sur les registres de la Gilde de Saint-Luc en 1551.
  - Son voyage en Italie.
  - Bruegel aux gages de Jérôme Cock.
  - Le Paysage, évolution du paysage pittoresque et composite vers le paysage brabançon.
  - Les études d'après Jérôme Bosch.
  - Compositions satiriques et fantaisistes.
  - Premiers symptômes d'une évolution vers le réalisme.
  - Évolution définitive vers le sujet réaliste.
  - L'existence de Bruegel à Anvers.
  - Son goût pour l'étude des mœurs villageoises.
  - Le folklore.
  - Portée de ses dernières Compositions sataniques et allégoriques.
  - La Chute des Anges Rebelles et Dulle Griet .
  - Bruegel marié s'est fixé à Bruxelles.
  - Les Derniers Paysages.
  - Les Compositions Religieuses.
  - La Peinture de Mœurs.
  - La Parabole des Aveugles .
  - Les Noces et les Kermesses.
  - La Mort de Bruegel.

Bernet Daniel
- 1966, Breughel Homère de la Peinture[31].
  - Une Vie sans Histoire
  - Un Individualisme artistique
  - Comme Homère
  - Il faut aller au Champ
  - Une Négation de la Nature
  - À l'École de Jérome Bosch
  - Les Plaisirs d'Anvers valent bien ceux d'Italie.
  - L'honnête Homme porte Perruque.
  - Une Culture populaire
  - Le Figuré et le Signifié
  - Un Jeu de Correspondance
  - Le Peintre de l'Incertitude et de la Solitude humaine
  - Les Gueux sans Paradis
  - Un Temps maudit
  - Le dernier Témoin d'un Monde qui commence à finir
  - La Hantise des Monstres
  - Babel: Une Cité concentrationnaire
  - Le Pays de Cocagne n'existe pas
  - Les Innocents sont massacrés
- 1966, Catalogue critique.

Bernet-Kempers A. J.
- 1973, De Speler met de ronde Bus.

Berry Anna M.
- 1942, Bruegel el Viejo.

Berryman John
- 19.. Winter Landscape (Poem)

Bertolotti Antonino.
- 1882, Don Giulio Clovio, Principe dei Miniatori.
- 1885, Artisti in relazione coi Gonzaga Duchi di Mantova.

Bertram Anthony
- 1949, Peter Breugel the Elder The World Masters New Series, The Studio Publication; London, New York.

Bevers Holm.
- Tokio 1995, Pieter Bruegel as a Draughtsman, Catalogue de l'Exposition
  - Mountain Landscape with Italian-Style Cloister
  - Large Landscape with Trees and a Church;(after Campagnola)
  -  Spes by Peter Breughel the Elder
  - The Rabbit-Shooting

Bialostocki Yan
- 1956, Bruegel-Pejzaz´ysta, 
  - Bruegel, the Landscapist (Summary)
  - The historical Backgroud and cultural Environnement of Bruegel's art
  - The Origin and Evolution of Bruegel's Landscape
  - The Perceptive and expressive Character of the cosmic Landscape
  - The spatial and coloristic Composition of the cosmic Landscape.

Bianconi Piero
- 1988, Tout l'Œuvre peint de Bruegel l'Ancien[33]
- Catalogue raisonné
- Introduction de Charles de Tolnay
  - Liste chronologique et iconographique.
  - Autres œuvres documentées
  - La fortune critique de Bruegel.
  - L'œuvre gravé de Bruegel
  - Chronologie
  - Bibliographie essentielle

Bie, Cornelis de
- 1662, Het Gulden Cabinet, p. 89

Bierens de Haan J. Cj.
- 1948, Table of the series of Small Landscapes

Bjurström Per
- 1965, Three Unpublished Drawingsby Pieter Bruegel the Elder.

Block Elaine C.
- 1990, The Pastimes of Medieval Children and Their Elders
  - Categories and Examples of Children's Games
  - A Flemish Calendar with Children's Games
  - Games in the Paintings of Peter Bruegel
  - Games on Medieval Misericords
  - Bibliography

Bodkin Thomas
- 1952, The Peasant Wedding by Peter Breughel the Younger ?

Boersma Renske, Boersma-Leenders Joke & Suyderkamp Remco
- 2001, The Workgroup Analecta Naar het Leven Bulletin.
- 2001, De Werkgroep Analecta Naar het Leven Bulletin.

Bonicatti Maurizio
- 1969, Pierre Bruegel il Vecchio: la Riforma e l'Inquisizione nei Paesi Bassi[36]

Boon Karel G.
- 1980, L'époque de Lucas de Leyde et de Pierre Breugel, Dessins des Anciens Pays-Bas, Roelandt Savery, Jacob Savery.
- 1982, Patientia dans les gravures de la Réforme à Pierre Breugel[37].

Borenius Tancred
- 1921, Catalogue de la Northwick collection.

Bossus Christian
- 1936, En cherchant où est né Pierre Bruegel.
- 1947, En cherchant où est né Pierre Bruegel.
- 1953, Sur la date de naissance de Pierre Breughel le Vieux.

Boström Kjell
- 1949, Das Sprctvort von Vogelnest[38]
- 1951, Är Stormen verklingen en Bruegel ?[39].
- 1955, Är Stormen verklingen en Bruegel ?[40].

Bothelho Fernando
- 198., Bruguole
- 1990, Cette Nuit j'ai rêvé de Bruegel[41].

Bott Gerhard
- 1967, Die Elster auf dem Galgen.

Boucquey Thierry
- 1991, Mirage de la Farce, Fête des Fous, Bruegel et Molière[42].

Bovi Arturo
- 1970, Bruegel[33]
- 1980, Bruegel Les Petits classique de l'Art[33]

Boyen Yves
- 1953, Sur les Traces de Pierre Breugel[43]

Brabant Hyacinthe
- 198., Les Traitements burlesques de la Folie.

Bradford William
- 1995, Kermesse at Hoboken.

Bradley John W.
- 1971, The Life and Works of Giorgio Giulio Clovio, Miniaturist, 1495-1578.

Brand Philip J. W.
- 1953, Details of the Brussels Epiphanie.

Brandt Wolfgang
- 1989, Die Bienenzüchter verraten, was sie sind: Eine neue Deutung der Zeichnung von Pieter Breugel.

Brecht Bertolt
- 1957, Verfremdungseffekt in den Erzählenden Bildern des Älteren Brueghel[44].

Bredius A.
- 1915, Inventar des Kunsthändlers H. Meyeringh aus dem Jahre 1687 Amsterdam. 
  - Wintertage, The skaters

Briels Jan G. C. A.
- 1980, De Antwerpse Kunstverzamelaar Peeter's Stevens (1590-1668) en zijn Constkamer[45]
  - New data about Bruegel's death
  - Relationship Bosch-Breughel

Brion Marcel
- 1936, Breugel[46]

Brown Christopher
- 1975, Bruegel, Paintings Drawings and Prints[47]
- 1985, Bruegel, Paintings Drawings and Prints.

Brumble David H.
- 1979, Peter Bruegel The Elder: The Allegory of Landscape[48].

Bruhns Leo
- 1941, Das Bruegel Buch[49].

Buchanan Ian
- 1990, The Collection of Niclaes Jongelinck: The Month by Peter Bruegel the Elder
- 1990, Comparative Table: Labours of the Months in Calendar Cycles from the Bening Workshop[50].

Burchard L.
- 1930, Pieter Bruegel, La mort de la Vierge[51].

Burchard L, De Tervarent G.
- 1949, Bruegel's Parabole of the Whale and the Tub[52].

Burness Donald B.
- 1990, Pieter Bruegel: Painter for Poets[54].
  - Hunters in the Snow by W. H. Auden
  - Les Aveugles de Charles Baudelaire
  - The Dance of William Carlos Williams
  - The Triumph of Time by Howard Nemerov
  - Hope by Howard Nemerov

Buyssens O.
- 1954, De Schepen bij Pieter Bruegel de Oude. Proeve van indentificatië[55].

Bye Arthur Edwin
- 1923, Pieter Brueghel's Fall of Icarus in the Brussels Museum[56].

## C
Calmann Gerta
- 1960, The Pictures of Nobody. An iconographical Study

Campbell Dogson
- Conservateurs des estampes et dessins, British Museum London
- 1931, Deux estampes d'après Pierre Breughel

Campbell Lorne
- 1981 Notes on Netherlandish Pictures in the Veneto in the fifteenth and sixteenth Centuries
- 1985, The Early Flemish Pictures in the Collection of her Majesty The Queen
- 1987, 100 Masterpieces from the Courtauld Collections

Capals Paul
- 1994, Grote Brogel de geboorteplaats van Pieter Brueghel de Oude

Carême Maurice
- 1976, La Kermesse racontée aux Enfants

Carroll Margaret D.
- Wellesley College Illinois
- 1985, The Comic in Northern Art
- 1987, Peasant Festivity and Pollitical Identity in the Sixteenth Century

Cast David
- 1981, The Calumny of Apelles. A general Study in the Humaniste Tradition.

Castelli-Gattinara Enrico
- 1952, Il demoniaco nell'arte
- 1976, Quelques Considérations sur le Niemand et...Personne (Elk-Niemand)
- 1976, Discussion avec Roger Marijnissen

Charmet Raymond
- 19--, Pierre Bruegel: le Sens comique de la Nature

Chastel André
- 1968, La Crise de la Renaissance 1520-1600

Charcot André & Richer P.
- 1890, Les démoniaques dans l'art
- 1890, Les difformes et les malades dans l'Art

Christiansen Keith & Ainsworth Maryan
- 1988, From Van Eyck to Bruegel: The view from Italy.

Cinotti X.
- 1966, Jésus chassant les vendeurs du temple à Copenhague

Claessens Bob, Dasnoy Albert
- 1963, Aimer Brueghel l'ancien
- 1966, Pieter Bruegel près de Breda? La Parabole des Aveugles
- 1968, Deux Paysages marins
  - Combat naval dans la baie de Naples.
  - La Chute d'Icare.

Claessens Bob, Rousseau Jeanne
- 1969, 1987, Notre Bruegel - Onze Breugel - Unser Bruegel - Our Breugel

Claparêde J.
- 1983 Tête de Lansquenet

Clark Colin
- 1991, Bruegel

Clark Kenneth (Sir)
- 1956, Landscape into Art

Clavel Bernard
- 1965, Le Monde mystérieux de Breughel

Cleerens U. (Dr)
- 1969, Waar Jagen Bruegels Jagers in de sneeuw op ?

Clements Robert J.
- 1981, Breughel's Fall of Icarus

Coenen J. - Chanoine
- 1924, Pieter Bruegel die Oude
- 1954, Waar werd Pieter Breugel geboren ?

Cohen Walter
- 1911, Pieter Bruegel der Ältere
- 1924, Eine unbekannte handzeichnung, Pieter Bruegels des Älteren

Coleno Nadine, Marinacce Karine
- 1993, Bruegel

Colin Paul
- 1936, Pierre Bruegel le Vieux.

Collins L. C.
- 1936, Pierre Bruegel le Vieux.
- 1954, Le bâilleur

Collobi-Ragghianti Licia
- 1990, Di Pinti Fiamminghi in Italia 1420-1570

Colombo Ezio
- 1969, Il Precursore senza Volto da Pietro Bruegel

Combe Jacques
- 1948, Jérôme Bosch dans l'Art de Pierre Bruegel: La Dulle Griet

Contempré Yvette, Léonard Claire
- 1977, La Tour de Babel

Conway Martin (Sir)
- 1921, The Van Eycks and their followers: The Hunter in the Snow

Coornhert D. V.
- 1578, Lettre à Abraham Ortelius
- 1585, Recht ghebruyck ende misbruyck van tyldycke have. Van Tijckdom/Nodruft en ghebreck ick beluyck t'onzaligh misbruyck/mettet zaligh gebruyck

Corbet Augusto
- 1939: De Ennheid de Nederlandische Landschapschilderkunst van Patinier tot Bruegel

Coremans A.
- 1847: L'Archiduc Ernest, sa Cour, ses Dépenses, 1593-1595.

Cornette Arthur Henri (Conservateur en chef du Musée des beaux-arts)
- 1930, De Spreekwoorden van Breughel
- 1935, La Dance de Noce de Détroit
- 1939, Introduction aux Maîtres anciens du Musée royal d'Anvers

Cottaz Maurice
- 1969, Bruegel et son Monde

Coune N., Folie Jacqueline, Philippot Albert
- 1969, Pierre Bruegel l'Ancien

Courthion Pierre
- 1990, Pierre Breughel l'Ancien

Cox Trenchard
- 1951, Pieter Bruegel (1527-1569)

Crastre François
- 1911, Breughel-le-vieux

Crespin Adolphe, Michel Édouard
- 1936, Breugel le Vieux a-t-il [sic] passé par Genève

Crivelli G.
- 1868, Giovanni Bruegel pittore fiammingo o sue lettere e quadretti esistenti all'Ambrosiana

Crick-Kuntzinger Marthe, Gold-Schmidt E.
- Cinq Siècles d'Art, Dessins et tapisseries circa Pieter Bruegel

Crucy François
- 1926, Les Bruegel

Cuttler Charles David
- 1968, Northern Painting from Pucelle to Bruegel

## D
Dalemans René
- 1996, Breughel et son Temps

Dasnoy Albert
- 1964, Le Triomphe de la Mort
- 196-, Pierre Bruegel le Vieux: La Tour de Babel
- 1968, Deux Paysages marins
- 1968, La Chute d'Icare

Davies Martin
- 1945-1955-1968, Early Nederlandish School, National Gallery Catalogues
  - L'Adoration des mages

Daulte François
- 1987, De Breugel à Guardi, Collection Benticks Thyssen
- 1991, Les gravures de Pierre Breughel

Daulte François, Niewdorp Hans
- 1991, L'Œuvre gravé de Breugel

Daum Pierre
- 1998, Breughel et fils

Debaisieux H.
- 1980, Bruegel: la Kermesse héroïque

De Bie Cornelis
- 1661, Het Gulden Cabinet von de edele vry Schilderkonst
- 1662, Het gulden cabinet vande edele vry schilder-const inhoudende den lof vande Schilders, Architecten, Beldt-houwers ende Plaedtsnijders van deze eeuw.

Deblander Gabriel, Contempre Yvettes, Leonard Claire
- 1978, La Chute d'Icare

Debleare Albert S. J.
- 1969, Erasmus, Bruegel en de humanistische Visie
- 1977, Bruegel and the Religious Problems of his Time

Decamps Jean B.
- 1753 - 1764, La Vie des peintres flamands, allemands et hollandais

De Cock A., Terlink I.
- 1902-1905, Kinderspeel en Kinderlust in Zuid-Nederland

De Coo Jozef
- 1960, Dulle Griet in Museum van den Bergh Catalogus
- 1960, Forschungen zu Breugels Dulle Griet
- 1963, Le siècle de Bruegel, exhibition catalogue
- 1965, Douze locution sur assiettes de Pieter Breugel l'Ancien
- 1965, Bruegel, Kritik Catalogus
- 1973, Twaalf spreuken op Borden van Pieter Bruegel de Oude
- 1975, Die bemalten Holtzeller Bekannte und Neuentdeckte. Ihr Schmuck und seine Herfkunft
- 1978, Bruegel, Kritik Catalogus

De Coster X.
- 1984, La grande Tour de Babel de Pierre Bruegel l'Ancien: une Scénographie pour un Mythe

De Ghelderode
- 1935, La Balade du Grand Macabre. Gallimard, Réédition, 4 décembre 2002)

De Keizer Eugénie
- 1970, Pierre Bruegel: La Justice

Delacre Maurice
- 1935, Bruegel vrai, Bruegel faux ?
- 1936, Brueghel or not Breughel ?

Delannoy Vincent
- 2019, Bruegel à Bruxelles

Delen A. J. J.
- 1935, Le seizième siècle; Les graveurs d'estampes.

De Lescure Pierre
- 1948, Notes sur Bruegel et l'Art romanesque

Delevoy Robert L.
- 1954, Bruegel l'Ancien
- 1959-1964, La vie de Bruegel
- 1959-1964, Catalogue raisonné
- 1990, Bruegel
- 1990, Catalogue raisonné

De Maeyer Maurits (Dr)
- 1955, Albrecht und Isabella en de Schilderkunst in de Zuidelijke Nederlanden
- 1962, De Volks- en Kinderprent in de Nederlanden
- 1970, Volksprenten in de Nederlanden 1400-1900

De Meyere Victor
- 1941, De Kindersplelen van Pieter Bruegel den Oude verklaard (circa 1527-1569)

De Mont Pol
- 1904, Pieter Bruegel der Ältere
- 190-, Pierre Breughel dit l'Ancien
- 1913, De Genesis van de Kunst van Peter Bruegel den Oude

Demoriane H.
- 1968, Bruegel et son Fils

Demus Klaus
- 1969, Pierre Breugel l'Ancien
- 1972, Katalog der Gemäldegalerie

Demus Klaus, Klauner Fredericke, Schutz Karl
- 1981, Flämische Malerei van Jan Van Eyck bis Pieter Bruegel der Ältere
- 1987, Vlaamse Schilderkunst in het Kunsthistorisches Museum te Wenen
- 1987, Pierre Brueghel l'Ancien
- 1987, Catalogue critique

Denis Valentin
- 1956, Tutta la Pittura di Pieter Bruegel
- 1956, Catalogo critico
- 1961, All the Painting of Pieter Bruegel
- 1987, Critical Catalog

Denucé Jean
- 1928, De Insolvente Boedelskamer
- 1931, Kunstuivoer in de 17de eeuw te antwerpen. De firma Forchoudt
- 1932, De Antwerpsen Konstamers. Inventarissen van Kunstverzamellingen te Antwerpen in de 16de en 17de eeuwen
- 1932, Inventare von Kunstsamlungen im 16. und 17. Jahrhundert, Quellen zur Geschichte der flämische Kunst
- 1932, Les Galeries d'Art à Anvers aux seizième et dix-septième siècles

De Pauw-De Veen
- 1970, Jérôme Cock: Éditeur d'estampes et Graveur
- 1970, Hiëronymus Cock. Prentenuitgever en graveur 1507?-1570
- 1969, De begrippen, schilder, schilderij en schilderen in de zeventiende eeuw
- 1985, Das Brüsseler Blatt mit Bettlern und Krüppeln, Bosch oder Bruegel ?

De Piles
- 1969, Abrégé de la Vie des Peintres. Avec des Réflexions sur leurs Ouvrages. Et un Traité du Peintre parfait et de la Connaissance des Desseins et de l'Utilité des Estampes de François MUGUET en 1699.

De Poli Franca, Baccheschi Edi
- 1969, Bruegel, Il Geni del Arte

De Ramaix Isabelle
- 197-, Frans Huys;  catalogue; 
  - Combat naval dans le Détroit de Messine

De Reutter Pia
- 1935, La Mort de la Vierge

Dervaux-Van Ussel G.
- 1969, Pieter Bruegel en zijn Tijd
- 1969, Pierre Breughel et son temps
- 1969, Les Proverbes.

De Rinaldis Aldo
- 1911, Il Misantropo
- 1911, Catologo de Museo nationale de Napoli: Il Misantropo e la Parabole des aveugles.

Descamps Jean-Baptiste
- 1911, Vie des Peintres flamands et hollandais réunie à celle des peintres italiens et français par d'ARGENTVILLE

Desallier d'Argentville Antoine Joseph
- 1745, Abrégé des Œuvres des plus fameux Peintres ...

Descargues Pierre Antoine-Joseph
- 1967, Chefs-d'œuvre à partir d'un œuf; Paraphrases sur l'œuf chez Breugel

Destombe M.
- 1959, A Panorama of the Sack of Rome by Peter Breughel the Elder

De Tervaren Guy
- 1944, La chute d'Icare
- 1958, Attribut et Symbole de l'Art profane, 1450 - 1600, Dictionnaire d'un Langage perdu

De Tiegel X.
- 1980, Bruegel

De Tolnay Charles
- 1925, Die Zeichnugen Pieter Bruegels der Ältere
- 1925, Kritische Katalog
- 1925, The Drawings of Pieter Bruegel the Elder
- 1925, Critical catalog
- 1925, Table of the series of Small Landscapes
- 1929, Beitrage zu Breugels zeichnungen: The Loeser Drawings
- 1934, Studien zu den Gemälden Pieter Breugels der Ältere
- 1934, Two Drawings by Peter Breughel the Elder: The Duits and Lugt's Drawings
- 1935, Three Unnoticed Drawings by Peter Breughel the Elder: The Chatworth Drawings
- 1935, Pierre Bruegel l'Ancien.
- 1935, Catalogue raisonné
- 1936, La seconde Tour de Babel de Pierre Bruegel l'Ancien
- 1936, Note complémentaire sur l'Hypothèse des douze Mois
- 1948, Le Peintre et l'Amateur de Pierre Bruegel le Vieux.
- 1951, Brueghel et l'Italie
- 1952, The Drawings of Pieter Bruegel the Elder
- 1952, Critical catalog
- 1952, Table of the series of Small Landscapes
- 1952, Die Zeichnungen Pieter Breugel
- 1952, Kritischer Katalog
- 1955, An unknown early Panel by Pieter Bruegel the Elder
- 1956, An unknown early Panel by Pieter Bruegel the Elder
- 1957, Une Vue d'Anvers de Pieter Breugel l'Ancien
- 1960, Remarques sur quelques Dessins de Bruegel l'Ancien et sur un Dessin de Bosch récemment réapparus
- 1968, Introduction du Catalogue raisonné de Piero BIANCONI
- 1965, Newly discovered Miniatures by Pieter Breugel the Elder
- 1969, Une danse en plein air de Pierre Breugel l'Ancien
- 1969, A Contribution to Peter Breugel the Elder as a Draughtsman
- 1972, Pierre Bruegel l'Ancien. À l'Occasion du quatre centième Anniversaire de sa Mort.
- 1972, Two Miniatures: The Tower of Babel and Landscape with valley and Mountains in The NewYork Piepont Morgan Library
- 1978, A new Miniature by Pieter Bruegel the Elder?
- 1979, A new Miniature by Pieter Bruegel the Elder?
- 1980, Futher Miniatures by Pieter Bruegel the Elder?
- 1988, Introduction du Catalogue raisonné de Piero BIANCONI

De Wavrin Isabelle
- 1980, La Dynastie des Breughel. Faute de Grive on mange des Merles

D'Hulst Roger A.
- 19--, Pieter Breugel le Vieux. De Volkstelling - le Dénombrement de Bethléem

Dickson A.
- 1937, Valentin and Ourson

Dobbels Daniel
- 1994, Brueghel

Dogaer G.
- 1971, De inventaris der schilderijen van Diego Duarte in 1682
- 1971, L' inventaire des tableaux de Diego Duarte

Donetzkoff Alexis, Melkior-Durand Stéphane, Soldabi Henri, Zeder Olivier
- 1998, L'Abcdaire des Bruegel

Dopagne Jacques
- 1976, Bruegel

Drewes J. B.
- 1981, Review of the Blauwe Schuit

Dreyer Peter
- 1977, Bruegel Alchimist von 1558. Veerzuch einer Deutung ad Sensum Mysticum[60]

Dulière Gaston
- 1969, Le Cortège de Noce de Bruegel

Dundes Alan, Stibbe Claudia A.
- 1981, The Art of Mixing Metaphors.A folkloristic Interpretation of the Netherlandish Proverbs by Pieter Bruegel the Elder.

Duverger Erik
- 1984, Antwerpsen Kunstinventarissen uit de zeventiende Eeuw[61]
- 1989, Antwerpsen Kunstinventarissen uit de zeventiende Eeuw[62]

Dvorak Max
- 1921 - 1924 - 1928, Die Gemälder Pieter Bruegel der Ältere
- 1931, Pierre Bruegel l'Ancien.
- 1931, Pieter Bruegel der Ältere. Kunstgesschichte als Geistesgeschicht. Studien zur abendländischen Kunstwicklung
- 1935, Pieter Bruegel, Flämisches Volksleben.
- 1941, Die Gemälder Pieter Bruegel der Ältere
- 1991, Pierre Bruegel l'Ancien: Chronotypographie d'après ses principales œuvres à Vienne avec Introduction à son Art.

## E
Ebert-Schifferer Sybille
- 1995, Pieter Bruegel the Elder's Magpie on the Gallows

Eeckout Paul
- 1954, Roelandt Savery, 1576-1639[64]

Eeemans M.
- 1963, Breughel l'Ancien
- 1968, La Peinture flamande de la Renaissance aux Pays-Bas : Bosch et Breughel

Egner Claus Peter (Dr)
- 1978, Pieter Breughel der Ältere: Boschnachahmer oder Boschnachfolger ?

Eigeldinger M.
- 1973, Le Mythe d'Icare dans la Poésie du seizième siècle

Ekkehard Mai
- 1993, De Brueghel à Rubens: l'École de Peinture anversoise

Elliston-Weiner S.
- 1985, The Tower of Babel in Netherlandish Painting

Enklaar D.T.
- 1933, De Blauwe Schuit
- 1937, De Blauwe Schuit
- 1956, De Blauwe Schuit

Erasmus Kurt
- 1908, Roelandt Savery: sein Leben und seine Werke[65]

Ertz Klaus, Ertz-Nitze Crista
- 1979, Jan Breugel der Ältere. Die Gemälde (1568-1625)
- 1986, The Bruegel Family of Painters and further Masters from the golden Age of netherlandish Paintings
- 1997, Catalog Breughel-Brueghel
- 1998, Breughel-Brueghel
- 1998, Breughel-Brueghel. Une famille de peintres anversois autour de 1600
- 1998, Pieter Breugel der jüngere. Die Gemälde mit kritischem Œuvre-katalog

## F
Faggin Giuseppe
- 1953, Brueghel

Faggin Giorgio T.
- 1952, Bruegel
- 1968,  La Pittura ad Anversa nel Cinquecento
- 1969, Tra Bosh e Bruegel: Jan Verbeek

Falkenburg Reindert Leonard
- 198-, Bruegel on Netherlandish Landscape Paintings from National Gallery Pragues Exhibition
- 198-, Breughel and the Calendar of Cosmic Time
- 1990, Antihetical Iconography in Earlly Netherlandish Landscape Painting.
- 1993, Pieter Breugels Kruisdraging, en Proeve van Close-reading
- 1988, Joachim Patinir. Landscape as an Image of the Pilgrimage of Live

Fechner Jelena
- 1967, Die Bilder von Roelandt Savery in der Ermitage

Fehl Philip P.
- 1970, Peculiarities in the relation of Text and Image in two Prints by Pieter Bruegel the Elder: The Rabbit Hunts and Fides

Feinblatt Ebria
- 1961, Prints and Drawings of Pieter Bruegel the Elder
- 1971, The first State of Bruegel's Fest of Fools

Felibien André
- 1666-1668, Entretien sur les Vies et les Ouvrages des plus excellents Peintres, anciens et modernes (1705)

Ferber S.
- 1996, Pieter Bruegel and the Duke of Alba

Paul Fierens
- 1918 - 1921, Pieter Breughel, sa Vie, son Œuvre et son Temps
- 1942, Pierre Bruegel l'Ancien
- 1946, Bruegel the Elder
- 1947, Le Fantastique dans l'Art flamand
- 1948, Sur la Tempête de Bruegel
- 1948, Postérité de Bruegel au dix-neuvième siècle et au vingtième siècle
- 1949, Pierre Bruegel, sa Vie, son Œuvre, son Temps.

Paul Fierens, Fierens-Gevaert (père)
- 1942, La Peinture flamande, de Breughel au dix-huitième Siècle.

Filipczak Zirka Zaremba
- 1987, Picturing Art in Antwerp 1550-1700

Floerke Hans
- 1906, Das Leben der niederländische und deutschen Maler

Folie Jacqueline
- 1993, Le dessin sous- jacent dans le processus de création

Foote Timothy
- 1968, Breugel and his Time: Thinking in Images
- 1971, Breugel und seine Zeit um 1525-1569
- 1978, Bruegel et son Temps vers 1525-1569.

Förster R.
- 1887, The Calumny of Apelles
- 1894, The Calumny of Apelles
- 1922, The Calumny of Apelles

Forchoudt X.
- 1704, Lettre à son frère Juste
  - Une Bruyère

Foucart Jacques
- 1980, Breugeliana. À propos de l'Exposition de Bruxelles ; la Dynastie des Breugel

Fraenger Wilhelm
- 1923, Der Bauern-Bruegel und das deutsche Sprichtwort
- 1957, Die Fette und Magere Küche Pieter Bruegel
- 1999, Das Bild der Niederländischen Spriechwörter Pieter Bruegels verherte Welt

Francastel Pierre
- 1995, Bruegel

Francis Jean
- 1969, Brueghel contre les Pouvoirs

Frank Ross H.
- 1991, An interpretation of Land of Cockaigne by Pieter Bruegel the Elder

Franz Heinrich Gerhart
- 1965, Hans Bol als Landschaftszeichner
- 1969, Niederländische Landschaftmalerei im Zeialter des Manierismus

Frati Tiziana
- 197-, Bruegel
- 1981, Tout Bruegel

Fraser Kathleen
- 1937, Stilts, somersaults, and headstands; game poems based on a painting by Peter Breughel.

Friedländer Max Julius
- 1904, Pieter Bruegel der Ältere
- 1909, Notiz: Der Alchimist
- 1913, Pieter Brueghel der Ältere, Spritwoch
- 1919, Bruegels Schlaraffenland
- 1915- 1921, Von Van Eyck bis Bruegel. Studien zur geschichte des Niederländischen Malerei
- 1921, Pieter Bruegel. Die Fürenden Meister
- 1924, Pieter Bruegel und Nachträge zu den früheren Bänden
- 1924, L'Œuvres de Henri HYMANS
- 1931, Complément de 1921 cité par Edouard MICHEL
- 1937, Pieter Bruegel und Nachträge zu den früheren Bänden
- 1937, Kritischer Katalog
- 1956, From Van Eyk to Breughel
- 1956, La Pittura nei Paesi Bassi da Van Eyck a Bruegel
- 1964, De Van Eyck à Bruegel
- 1969, Die altniederländische Malerei: Geertgen und Bosch. Als Kopie von Bruegel nach Bosch

Friedländer Max Julius, Pauwels Henri
- 1976, Pieter Bruegel
- 1976, Catalogue critique
- 1976, Pieter Breugel: the Life
- 1976, Critical Catalog

Fromentin Eugène
- 1876, Les Maîtres d'autrefois : Belgique, Hollande

Fryns Marcel
- 1964-1969-1974, Pierre Bruegel l'Ancien

## G
Gaignebet Cl.
- 1972, Le Combat de Carnaval et Carême de Pierre Bruegel

Gaignebet Cl., Ricoux O.
- 1988, Le Combat de Carnaval et Carême, Carnavals et Mascarades

Gallo R.
- 1952, Le Donazioni alla Serenissima di Domenico e Giovanni Grimani

Garas K.
- 1968, Das Schicksal der Sammlung des Erzherzogs Leopold Wilhelm

Garrigues René,
- 1984, La poétique: Essais pour fonder une Morale et une Politique sur la Poétique de Jean Sébastien Bach et Brueghel l'Ancien

Gaudier H.
- 1900, À propos d'un Tableau du Musée de Saint-Omer représentant les Arracheurs de Pierres de Teste

Genaille Robert
- 1953, Pierre Bruegel l'Ancien.
- 1953, Catalogue critique.
- 1954, Naer het leven
- 1954, Bruegel de Oude
- 1954, Kritik Catalogus
- 1965,  Het Schilder-Boek, Le Livre de Peinture de Carel Van Mander
- 1965, Breughel l'ancien
- 1976, Pierre Bruegel l'Ancien
- 1976, Catalogue critique
- 1979, La Montée au Calvaire de Bruegel l'Ancien
- 1980, Naer den ouden Bruegel. La Rixe des Paysans.
- 1980, La Pie sur le Gibet: Relations artistiques entre les Pays-Bas et l'Italie à la Renaissance.
- 1981, Katalog der Gemäldegalerie.Flämische Malerei von Jan Van Eyck bis Pieter Breugel der Ältere.
- 1981, Le Dénombrement de Bethléem
- 1982, Carel Van Mander et la jeunesse de Bruegel l'Ancien
- 1983, Sur les Deux Singes de Pierre Bruegel
- 1983, De Bruegel à Coninxloo. Remarques sur le Paysage maniériste à la Fin du seizième siècle
- 1984, L'Attaque des paysans est-elle de Breughel l'Ancien ?
- 1984, Le Paysage dans la Peinture des anciens Pays-Bas au Temps de Bruegel
- 1987, Le Paysage dans la Peinture des anciens Pays-Bas de Patinier à Bruegel

Gerard Jo
- 1987, Breughel le Vieux toujours jeune
- 1987, Bruegel et son Époque

Gersenzom-Cegodaeva C. N.
- 1983, Breugel

Gerzi Teréz
- 1965, Landschaft zeischnungen aus der Nachfolge Pieter Bruegel.
- 1967, Bruegel Rembrandtig.
- 1970, Breughel.
- 1971, The Netherlands Drawings in the Budapest Museum.
- 1976, Peasants and Cattle near a Farmhouse.
- 1976, Bruegels Nachwirkung auf die niederländischen Landschaftsmaler um 1600. Herausgestaltung der Waldlandschafts darstellung.
- 1982, Pieter Bruegel Einfluß auf die Herausbildung der niederländischen See- und Künstenlandschafts darstellung.
- 1997, Zur Zeichenkunst Jan Brueghels der Ältere.

Gessler Jean
- 1933, Le Journal de Constantin Huygens le Jeune, 
  - Une visite la veille chez Pierre Stevens, 1676.

Gibson Michael
- 1980, Bruegel
- 1996, Portement de Croix: Histoire d'un Tableau de Pierre Bruegel l'Aîné

Gibson Walter S.
- 1965, Some Notes of Pieter Bruegel the Elder's Peasant Wedding Feast.
- 1975, Bruegel 's Dulle Griet
- 1975, Bruegel
- 1978, Some Flemish popular Prints from Jeronymus Cock and his Contemporaries
- 1981, Artists and Rederijkers in the Age of Bruegel
- 1985, Bruegel 's Dulle Griet and sexist Politics in the sixteenth Century
- 1989, Mirror of the Earth.
- 1990, Pieter Bruegel the Elder and the Flemish World, Landscape of the Sixteenth Century.
- 1991, Bruegel
- 1991, Critical Catalog
- 1991, Pieter Bruegel the Elder: Two Studies (I)
- 1992, Speeking Deeds: some Proverb Drawings by Pieter Bruegel and his Contemporaries
- 1992, Verbeek's grotesque Wedding Feasts
- 1993, Pieter Bruegel the Elder: Two Studies (II)
- 2000, Pleasants Places: the rustic Landscape from Breughel to Ruisdael
- 2001, Bruegel and the Art of Laughter
- 2006, Bruegel and the Art of Laughter [70]
  - Deciphering Bruegel
  - The Commodity of Laughter in the sixteenth Century
  - Bruegel's Art of Laughter
  - A Bankrupt and his Bruegel
  - Rustic Revels
  - Making good Cheer
  - The Devil's Nemesis: griet and her Sisters
  - Taking Laughter Seriously

Giorgi R.
- 1971, Una Tema della Follia: il Nessuno

Glück Gustav
- 1910, Peter Bruegel des Älteren Gemälde in Kunsthistorischen Hofmuseum zu Wien
- 1910, Les Tableaux de Pierre Breugel le Vieux au Musée Impérial à Vienne
- 1930, A newly discovered Painting by Brueghel the elder
- 1932, Bruegels Gemälde. Das grosse Bruegel-Werk.
- 1932, Die Darstellung die Karnevals und der Fasten von Bosch und Bruegel
- 1933, Peter Bruegel des Älteren Gemälde in Kunsthistorischen Hofmuseum zu Wien
- 1933, Der Töt Maria Eichem entdeckter Gemälde, Peter Bruegels des Älteren
- 1935, Über einige Landschaftgemälde Peter Bruegels des Älteren
- 1936, Bruegel. Details of his Pictures
- 1936, Pieter Bruegel des Älteren Kleiner Turmbau zu Babel
- 1937, Pieter Bruegel le Vieux
- 1941, Bruegels Gemälde. Das grosse Bruegel-Werk.
- 1941, Peter Bruegel the Elder and Classical Antiquity
- 1948, Le Paysage avec la fuite en Égypte de Peter Bruegel le Vieux
- 1950, Peter Breugel the Elder and the Legend of St Christopher in Early Flamish Paintings
- 1951-1963, Bruegels Gemälde. Das grosse Bruegel-Werk.
- 1951-1963, Kritischer Katalog
- 1952-1958, Peter Brueghel the Elder. The Large Breugel Book
- 1952-1958, Critical Catalog

Goethals François
- 1568, Proverbes anciens flamengs et françois

Goldsheider X.
- 1959, Le triomphe de la mort

Goldsmith J.
- 1992, Peter Breugel the Elder and the Matter of Italy

Gombrich Ernst H.
- 1973, Dürer, Vives and Bruegel

Goosens K.
- 1965,  Le siècle de Breughel
- 1965, De Eeuw van Brueghel

Göpel E.
- 1931, Roelandt Savery, naer het leven

Granberg O.
- 1897, La Galerie de Tableaux de la Reine Christine de Suède: Inventaire de 1647-1648: Dulle Griet, le Pays de Cocagne et les Mendiants.

Grant H. F.
- 1973, The World upside-down

Grauls Jan
- 1936, Uit de Vlaamsche Spreekwoorden van Pieter Breughel: nog wat over den Bloksleeper en den Bloksleepen
- 1938, De Spreekwoorden van Pieter Bruegel den Oude (± 1527-1569) verklaard door Jan GRAULS
- 1938, Les Proverbes de Pieter Bruegel l'Ancien expliqué par Jan GRAULS
- 1939, Uit Bruegels Spreekwoorden
- 1939, Ter Verklaring van Bosch en Bruegel
- 1951, Uit de Spreekwoorden van Pieter Bruegel
- 1957, Volkstaal en Volksleven in het Werk van Peter Bruegel
- 1960, Het Spreekwoorden Schilderij van Sebastiaan Vrancx
- 1936, De Spreekwoorden van Pieter Bruegel den Oude (± 1527-1569) Nieuwe Uitgave op de laatse Uitslagen...

Graziani René
- 1979, Pieter Bruegel's Dulle Griet and Dantes

Gregory Joseph F.
- 1996, Towards the Context Realisation of Peter Bruegel Procession to Calvary

Grève H. E.
- 1996, De bronnen van Carel Van Mander voor... .

Grier H. D. M.
- 1968, The Frick Collection. An illustrated Catalogue.

Grieten Stefaan
- 1985, De Iconografie van de Toren van Babel bij Peter Bruegel: Traditie, Vernieuwing en Navolging
- 1985, Kopieën naar de grote Toren van Babel van Pieter Bruegel.
- 1985, Voorstellingen uit de Van Valckenborch-groep.
- 1986, De Toren van Babel in de Schilderkunst der Zuidelijke Nederlanden.

Grimme Ernst G.
- 1973, Pieter Bruegel der Ältere. Leben und Werke.

Grossmann Fritz
- 1952, Zu Breugels Zeit in Brüssel
- 1952, Bruegel's Woman Taken in Adultery and Other Grisailles
- 1954, The drawings of Pieter Bruegel the Elder in the Museum Boyman and some Problems of Attribution
- 1954, The Drawing of Pieter Brueghel the Elder in the Museum Boymans.
- 1954,  De Tekeningen van Pieter Breughel den Oude in het Museum Boymans
- 1955, Pieter Bruegel: The Complete Edition of the Paintings
- 1955,  Peter Breugel
- 1958, Pieter Bruegel il Vecchio
- 1959, New Light on Bruegel. I: Documents and Additions to the œuvre
- 1959, New Light on Bruegel. II: Problems of Forms
- 1960, Bruegel, Pieter the Elder
- 1961, Bruegel Verhältnis zu Raffael und zur Raffael Nachfolge.
- 1966, De Schilderijen van Bruegel de Elderer. Twee herziene Druk.
- 1966, Bruegel Gemälde Gesamtausgabe
- 1966, Kritischer Catalog
- 1966, Pieter Bruegel: Extant and lost
- 1973, Notes on some Sources of Bruegel's Art
- 1973, Pieter Bruegel:The Complete Edition of the Paintings
- 1973, Pieter Bruegel: Extant and lost
- 1973, Critical Catalogue
- 1973, Bruegel, Peintures, Œuvre complet.
- 1973, Catalogue raisonné
- 1975, Herkunft von Erzherzog Ernst via Rudolf sehr wahrscheinlich

Grote Andreas
- 1975, Breugel

Guichardin Louis ou Gucciardini Lodovico
- 1567, Descrittione di tutti Paesi Bassi, altrimenti detti Germania inferiore
- 1567, Description de tout le PaÏs-Bas..., par Messire Lodovico Guicciardini ...
- 1582, Description de tous les Pays-Bas revue et augmentée plus que de la moitié par le mesme autheur
- 1593, Description of the Low Countreys

Gudlaugsson S.
- 1947, What heeft Pieter Breugel mit seine Bedelaars bedoeld?

## H
Haavro M.
- 19--, The upside-down World

Haiding K.
- 1937, Das Spielbild Pieter Bruegels

Haberlandt A.
- 1933, Das Faschingsbild des Peter Breughel der Ältere
- 1948, Das Herbstbild oder Die Heimkehr der Herde Pieter Breugel der Ältere
- 1952, Volksbrauch im Jahreslauf auf den Monatsbildern Pieter Bruegels der Ältere

Hagen Rose-M., Hagen Rainer
- 1979, Ein flämisches Dorf gennamt Bethleem
- 1995, Bruegel: the Complete Painting
- 199-, Les Pays-Bas de Pierre Breugel l'Ancien
- 2000, Pieter Bruegel der Ältere
- 2000, Pierre Breugel l'Ancien vers 1525 - 1569; Paysans Fous et Démons
- 2004, Pieter Bruegel der Ältere

Hail T.
- 1958, La Chute d'Icare

Hammond Cynthia
- 1958, Breugel: la Chute d'Icare

Hand John Oliver
- 1958, The Age of Breugel, the Sixtheenth Century
- 1958, Le Peintre et l'Amateur

Hannaert L.
- 1957, Propos sur Brueghel l'Ancien

Harris
- 2011 Bruegel's Landscape With Fall of Icarus[73]

Harting Ursula
- 1991, Fragen an eine Kreutzerrichtung mit dem Heiligen Bavo: Bemerkungen zu einer verloren Cruyssingh cristy von Pieter Breugel I
- 1997, De subventione pauperum: Zu pieter Breugels Caritas mit dem sieben Werken der Barmherzigkeit von 1559

Hartlaub E. F.
- 1947, Alghimisten und Rosenkreuzer
- 1959, Der Stein der Weisen. Wesen u. Bildwelr der Alchimie

Hartman Grietje, Lens Ellen
- 1976, Hééé joh! kom je buiten spelen: De spelregels bij De Kinderspelen van Pieter Bruegel de Oude

Hauber A.
- 1916, Planetenkinderbil der und Sternbilder

Haulot Arthur, D'Haenens Albert
- 1916, Zeven Wonderen van Belgïe
  - La Chute d'Icare

Hausenstein W.
- 1916, Der Bauern-Bruegel.
- 1920,  Der Bauern-Bruegel. Mit einem Vorwort zu neuen Ausgabe über Bruegel den Belgier.

Haverkamp-Begemann Egbert
- 1957, Vijf eeuwen tekenkunst. Tekeningen van europese Meesters in het Museum Boymans-Van Beuningen
- 1962, German, Flemish and Dutch, Thirteenth through Nineteenth Century. Als Kopie von Bruegel nach Bosch.
- 1964, Review of Luwig MÜNZ's Bruegel
- 1974, Dutch and flemish Figures Drawings from the Collection of Harry G. Sperling
- 1979, Joos van Liere, The Master of the Small Landscape
- 1979, Appendix of the series of Small Landscapes 1-20
- 1979, Table of the series of Small Landscapes
- 1979, Bibliography: Joos van Liere

Heckacher W. S.
- 1979, Is Grete's Name Really so Bad ?

Held J.
- 1934, Brueghel and Coecke

Hellings Collette
- 1994, Pieter Bruegel l'Ancien: les Tableaux racontent des Histoires

Hessel J. H.
- 1887, Abrahami Ortelii et virorum ad eundem... epistulae

Highet Gilbert
- 1945, Bruegel's Rustic Wedding

Hills Jeanette
- 1957, Das Kinderspielbild von Pieter Bruegel der Ältere. Eine Volkskundlich Untersuchung (1560).
- 1975, Das Kinderspielbild von Pieter Bruegel der Ältere. Eine Volkskundlich Untersuchung (1560).

Hindman Sandra
- 1981, Pieter Bruegel's Chidrens Games, Folly, and Chance

Hofmann Rudolf
- 1872, Die Gemäldesammlung des großhertzoglischen Museums zu Darmstadt

Hollstein F. W. H.
- 1949, Dutch and Flemish Etchings, Engraving and Woodcuts, ca 1450-1700

Holm Edith
- 1949, Pieter Bruegel und Bernard Van Orley. Die Jagd als Motiv in niederländischen Kunst um 1550: Die Jagd in der Kunst

Hoogewerff Godefridus Joannes, Van Regteren Altena I. Q.
- 1928, Arnoldus Buchelius Res Pictoriae
- 1954, Het Landschap van Bosch tot Rubens

Houbraeken Arnold
- 1718, De Groote Schouwburg

Huebner F. M.
- 1954, Das Haus von Pieter Bruegel in Brüssel

Hughes James M., Grahamb Daniel J., Rockmore Daniel N.
- 2009, Quantification of artistic style through sparse coding analysis in the drawings of Pieter Bruegel the Elder

Hulin de Loo Georges, introduction
- 1902, Exposition de tableau flamands des quatorzième, quinzième et seizième siècle.
- 1902, Catalogue critique précédé d'une Introduction sur l'Identité de certains Maîtres anonymes
- 1927, Early flemisch Paintings in the Renders Collection at Breugels at the Belgian exhibition (les notices sont de Édouard Michel[75])

Hummelen W. M. H.
- 2001, Toneel op de kermis, van Bruegel tot Bredero

Hütt Wolgang
- 1957, Brecht sieht Brueghel

Huxley Aldous
- 1958, Breughel

Huyghens Den Zoon Constantin
- 1676, Visite la veille chez Pierre Stevens: de blaeuwe Heuijck

Huyghebaert L.
- 197-, Pierre Brueghel l'Ancien et les collecteurs d'impôts

Hymans Henri
- 1884, Het Schilder-Boek; Le Livre des Peintres de Karel Van Mander; note et commentaires
- 1890, Pierre Bruegel le Vieux 1
- 1890, Pierre Bruegel le Vieux 2
- 1891, Pierre Bruegel le Vieux 3
- 1897, Margot l'enragée, un tableau retrouvé de Pierre Bruegel le Vieux

## I
Ivins W. M.
- 1933, In the Print Galleries
- 1934, A Woodblock by Breughel
- 1943, A Breughel Exhibition in the Print Galleries

## J
Jabach Evrard.
- 1696, Inventaire du collectionneur parisien Évrard Jabach

Jacob-Havenith L.
- 1936, Dulle Griet de Bruegel l'Ancien, Revue catholique des idées t des faits, XV, 6, pp 13-17.

Jaffe Michaël
- 1965, Lord Arundel
- 1966, Rubens, un Dessin de Paysan d'après un des Personnages du Cortège de Noces
- 1979, Rubens and Bruegel. Colloque Berlin 1975
- 1994, The Roman Sketchbook of Sebastian Vrancx at Chatworth

Jamot Paul
- 1936, Préface du Catalogue de l'exposition: De Van Eyck à Breugel

Jänicke T.
- 1952, Pieter Breugel, Weisheit und Torheit

Jans A.
- 1969, Enkele grepen uit de kerkelijke Wetgeving ten Tijde van Peter Bruegel, JKMSK Antwerpen, pp, 105, 112,
  - Some details from the ecclesiastical legislation at the time of Pieter Breugel the Elder (Summary)

Janson Claire
- 1948, Thèmes et Variations dans l'art flamand

Janson Horst Waldemar
- 19--, Apes and Ape lore in the Middle Ages and the Renaissance

Jedklicka Gothard
- 1938-1947, Pieter Bruegel. Der Maler in seiner Zeit., Erlenbach, Zurich
- 1948, Kritischer Katalog, Erlenbach, Zurich
- 1953, Die Bilden von Pieter Brueghel, Ratlingen

Jung Richard
- 1985, Peeter Baltens, a forgotten Draughtsman of the Bruegel Circle, His Landscape Drawings

## K
Kannegieter J. Z.
- 1968, De Zeestorm van Pieter Breugel

Karling Sten
- 1976, The Attack by Pieter Brueghel the Elder in the Collection of the Stockholm University.

Kass János, Lukàczy Andreas
- 1981, Die Kinderspiele nach dem berümte Gemälde van Pieter Bruegel.

Katona Emeric
- 1963, La Prédication de St-Jean Baptiste de Bruegel

Kavaler Ethan Matt
- 1986, Pieter Bruegel's Fall of Icarus and the Noble Peasant
- 1996, Pictorial Satire, Ironic Inversion and ideological Conflict.Bruegel's Battle between the Piggy banksand the Strongboxes.
- 1996, Structural of Nation and narrative Function in Breughel's Christ and the Adulteress
- 1997, Peter Breugel and the common Man: Art and Ideology in the sixteen Century
- 1999, Pieter Bruegel: Parables of Order and Enterprise

Kenczler Hugo
- 1913, Die Johannispredigt des älteren Pieter Bruegel

Klamt Johann-Christian
- 1979, Ammerkungen zu Pieter Bruegels Babel-Darstellungen
- 1949, Zur Landschaft Jan Breughels der Ältere to sixteenth-Century Technology

Klein A.
- 1978, Pieter Bruegel the Elder as a Guide to sixteenth-Century Technology

Klein H. Arthur, Klein Mina C.
- 1963, Graphic Worlds of Peter Bruegel the Elder
- 1968, Pieter Bruegel the Elder, Artist of Abundance, An illustrated Portrait of his Life and Art.
- 1991, Graphic Worlds of Peter Bruegel the Elder

Klein Peter
- 1982, Grundagen der Dendrochronologie und ihre Anwendung fur kunstgeschichtliche Fragestellungen
- 1983, L'Examen dendrochronologique des Panneaux peints
- 1995, Dendrochonology on Paintings of Peter Bruegel the Elder and Jan Brueghel.

Klimov R.
- 1954, Peter Breugel the Elder. Some Problems of his Work

Kniping J. B.
- 1945, Pieter Bruegel de Oude.
- 1949, Pieter Bruegel de Oude: De Val der Opstandige Engelen.

Koemer Joseph L, Butts Barbara, Tausz Suzanne
- 1995, Printed World of Pieter Bruegel the Elder

Koschatzky Walter, Oberhuber Konrad
- 1995, Die Kunst der Graphic

Kostyshyn Stephen J.
- 1992, An important Landscape by Peter Baltens
- 1994, Door tsoecken men Vindt': A Reintroduction to the Life and Work of Peter Baltens alias Custodis of Antwerp (1527-1584)

Kovacs Zoltán
- 1994, The Blind Hurdy-Gurdy Player: Workshop of Pieter Breughel the Younger

Kramar Vincenc
- 1948, O jedné vlamské kresbe, Národní Galerie

Kreuzberg C.
- 1960, Zur Seesturm-Allegorie Breugels

Kukuljevic-Sack X.
- 1852, Leben des G. Julius Clovio

Kunel Maurice
- 196•, Treize petits Contes d'après Maître Bruegel

Kunzle David
- 1977, Bruegel's Proverb Painting and the World upside-down
- 1978, World upside-down: The Iconography of a European Broadsheet Type

Kurz Otto
- 1936, Drei Zeichnungen Pieter Bruegels des Älteren
- 1967, Four Tapestries after Hieronymus Bosch. Als Kopie von Bruegel nach Bosch.

## L
Lange Rudolf E.
- 1964, Das Wunder im Anlage Bruegel Volksamlung zu Bethleem.

Lambotte P.
- 1927, Paysage avec la trappe aux oiseaux

Lameere M.
- 1902, Recueil des Ordonnances des Pays-Bas.

Lamme Arie
- 1852, Catalogus der teekeningen in het Museum te Rotterdam gesticht door Mr. F.J.O. Boymans
- 1869, Beschrijving der teekeningen in het Museum te Rotterdam gesticht door Mr. F.J.O. Boymans

Lammertse Friso
- 1994, Pieter Bruegel the Elder. The Tower of Babel, 1400-1550.

Lampson Dominique
- 1572, Pictorume aliquot celebrium Germaniae inferioris effigies.
  - Les Effigies des Peintres célèbres des Pays-Bas publié en 1956.

Larsen Erik
- 1960, Les Primitifs flamands au Musée Métropolitain de New-York.
  - La Moisson

Larson Pamela
- 1974, Pieter Bruegel's Wedding dance in the open air, as the Detroit Institute of Arts

Lavalleye Jacques
- 1966, Peter Bruegel l'Ancien et Lucas Van Leyden, Gravures. Œuvre complet
- 1967, Pieter Breughel the Elder and Lucas Van Leyden: The complete Engravings, Etchings and Woodcuts, éd. Arts et Métiers Graphiques

Laurence K. M.
- 1960, The Battle between Don Carnaval and Doña Quaresma in the Light of the medieval Tradition

Lebeer Louis
- 1939, De Blauwe Huyck[80]
- 1941, Les Estampes de Pieter Breugel l'Ancien[81].
- 1943, Nog enkele wetenswaardigheden in verband met Pieter Breugel den Oude[82].
- 1949, La Kermesse d'Hobooken[83].
- 1952, Avant-propos; Estampes de Pierre Bruegel l'Ancien[84].
- 1952,  Pierre Breugel de Oude graphiske Blas
- 1955, Le Pays de Cocagne - Het Luilekkerland[85].
- 1957, Prenten naar Pieter Bruegel de Oude[86].
- 1967, Bruegel, Le Stampe, Florence.
- 1969, Pieter Breugel Breugel ; nar het leven[87].
- 1969, Beredeneerde Catalogus van de prenten naar Pieter Breughel den Oude
- 1969,  Catalogue raisonné des Estampes de Bruegel l'Ancien. [88]
- 1969, Pierre Bruegel l'Ancien. L'oiseleur perfide. Peinture vivante[89]
- 1975, Catalogue Peter Breugel der Ältere als Zeichner. Herkunft und Nachfolge
- 1976, Catalogue raisonné des Estampes de Bruegel l'Ancien.
- 1980, Les Estampes de Pieter Breugel l'Ancien
- 1991, Introduction aux Estampes de Breughel l'Ancien
- 1991, Catalogue raisonné des Estampes de Bruegel l'Ancien.[88]
- 1991, Estampes complémentaires de Bruegel l'Ancien.
- 1991, Pièces rejetées de Bruegel l'Ancien.
- 1991, Index des graveurs contemporains de Bruegel l'Ancien.
- 1991, Table des concordances des estampes avec René VAN BASTELAER

Lechien-Dur Fr.
- 1995, Musée David et Alice Van Buuren. Maison de mémoire.
  - La Chute d'Icare

Le Comte Florent
- 1702, Cabinet des singularitez d'architecture, peinture, sculpture et graveure

Leclerc André
- 1949, Brueghel le Vieux.
- 1950, Bruegel the Elder

Leclerq Suzanne
- 1995, The Coppée Collection

Lederer Jean
- 1961, Les Mendiants de Bruegel, un Document pour l'Histoire des Flandres sous l'Occupation espagnole

Le Fanu Hughes
- 1989, Bruegel

Lemmens G., Taverne F.
- 1967, Hieronymus Bosch. Naar aanleiding van de Expositie in 's-Hertogenbosch.
- 1968, Beide Zeichnungen als Kopien nach Bosch aus Bruegels Kreis.

Lewis Anthony J.
- 1973, Man in Nature: Peter Bruegel and Shakespeare[90]

Lhote André
- 1939, Traité du Paysage

Lhosky A.
- 1941-1945, Die Geschichte der Sammlungen: von den Anfangen bit zun Tode Kaiser Karls 6

Liebenwein R.
- 1939, Entdeckungen in hessischen Museen: Die Elster auf dem Galgen

Liess Reinhard
- 1979, Die kleinen Landschaften Pieter Bruegels der Ältere im Lichte seines Gesamtwerkes (1.Teil)
- 1981, Die kleinen Landschaften Pieter Bruegels der Ältere im Lichte seines Gesamtwerkes (2.Teil)
- 1982, Die kleinen Landschaften Pieter Bruegels der Ältere im Lichte seines Gesamtwerkes (3.Teil)

Limet Henri
- 1996, La Tour de Babel revisitée

Lindsay K.C, Huppé Bernard.
- 1956, Meaning and Method in Breughel's Paintings, Journal of Aesthetics and Art Criticism 14.3: 376-386.

Linfert Carl
- 1952, Die Vermummung eine Figuration der Angst und der Lüge in Bildern von Bosch, Bruegel und Max Beckmann

Lomazzo Giovanni Paolo
- 1985, Trattato dell'arte della Pittura, Sculture e Architettura (1584).
  - Les Aveugles

Lövenstein M.
- 2001, Pieter Bruegel, Meestertekenaar Magic, Miracles and Moral Judgement. A demonological debate in a pair of prints designed by Pieter Bruegel the Elder *

Lugt Frits
- 1927, Peter Bruegel und Italien
- 1936, Inventaire général des dessins des écoles du nord: Maîtres des anciens Pays-Bas nés avant 1550.

Lugt Frits, Vallery-Radot J.
- 1968, Inventaire général des dessins des écoles du nord: Maîtres des anciens Pays-Bas né avant 1550.

Lukacsy Andras
- 1981, Bruegel : Jeux d'Enfants

Luzio A.
- 1913, Inventario del 1627: La Galleria dei Gonzaga venduta all'Inghilterra nel 1627-1628.

## M
Maes J.
- 1969, Welk Breugel ?
- 1969, Drie Grafschriften

Maeterlinck Louis
- 1903, Nederlandsche Spreekwoorden handelend voorgesteld door Pieter Brueghel den Oude
- 1903, Pieter Brueghel den Oude en de Prenten van zijnen Tijd
- 1907, Le Genre satirique dans la Peinture flamande
- 1910, Le Genre satirique, fantastique et licencieuxdans la Sculpture flamande et wallonne

Mai Ekkehard, Schütz Karl, Vlieghe Hans & alii
- 1985, Roelandt Savery in seiner Zeit
- 1986, Roelandt Savery (1576-1639)

Malam John
- 1998, Pieter Bruegel
- 1999, Pieter Bruegel (UK)

Malke Lutz
- 1975, Pieter Breughel der Ältere als Zeichner

Mansbach S. A.
- 1982, Pieter Bruegel's Tower of Babel

Marcq-Verhougstraete Hélène, Van Schoute Roger
- 1975, Le Dessin de Peinture (dessin sous-jacent) chez Pierre Bruegel: l'Adoration des Mages de la National Gallery à Londres
- 1993, The Triumph of Death by Pieter the Elder: Intellegetur plus semper quam pingitur.

Mariette Pierre Jean
- 1741, Description sommaire des dessins des grands maîtres d'Italie, des Pays-Bas et de France du cabinet de Feu M. Crozat, avec des réflexions sur la manière de dessiner des principaux peintres.
- 1851, Abcdario et autres Notes inédites de cet Amateur sur les Arts et les Artistes Manuel de l'Histoire de la Peinture

Marijnissen Roger Hendrik
- 1967, Nart het leven: een klein vlugschrift van april 1967 aan Jan VAN LEEUWEN
- 1969, Het wetenschappelijk Onderzoek van Bruegels œuvre
- 1969, Pieter Bruegel kleurnotities op zijn Tekeningen nart het leven
- 1969, Werken van Breugel uit Nederlands en Belgisch Openbaar bezit
- 1972, Breugel (Pieter) dit Bruegel l'Ancien
- 1976, Bosch and Bruegel on human Folly
  - Discussion sur l'Œuf en français avec Hyacinthe Brabant, Boniccatti, Sankovitch, Marc'Hadour, Depauw, Melczer.
- 1979, De Eed van Meester Oom. Een Voorbeeld van Brabantse Jokkernij uit Bruegels Tijd

Marijnissen Roger Hendrik, Seidel Max
- 1969, Bruegel
- 1969, Bruegel le Vieux
- 1971 & 1984, Breugel

Marijnissen Roger Hendrik, Ruyffelaere P., Van Calster, Meij A. W. F. M.
- 1988, Bruegel l'Ancien. Tout l'Œuvre peint et dessiné.
- 1988, Catalogue raisonné.
- 1988, Bruegel, het volledig œuvre
- 1988, Beredeneerde Catalogus.
- 1990, Breugel
- 1990, Catalogo

Marijnissen Roger Hendrik, Kockaert Leopold
- 1996, The Detroit Saint-Jerome. The story of an interdisciplinaire Approach.

Marlier Georges
- 1939, Le vrai Sujet de la Tempête de Breugel
- 1956, Le petit Paysage de Neige avec Patineurs de Pierre Bruegel le Vieux
- 1954, Erasme et la Peinture flamande de son Temps
- 1963, Pierre Breugel l'Ancien
- 1963, Catalogue critique
- 1956, Peter Breugel the Elder
- 1956, Critical Catalog
- 1965, Peeter Balten, Copiste ou Créateur?
- 1966, La Renaissance flamande, Pierre Coeck d'Alost
- 1968, Breugel et son Fils
- 1969, Pierre Breughel le Jeune

Marquet Léon
- 1969, Origine d'un Type carnavalesque: le Vèheu de Malmedy

Martin Grégory
- 1978, Breugel
- 1979, Bruegel

Martiny Victor G.
- 1964, À propos de la Maison dite de Bruegel, Rue Haute à Bruxelles.

Masschelein Kleiner Liliane
- 1996, Les liants utilisés par nos peintres aux quinzième siècle : état de la question.

Massing Jean Michel
- 1976, La Callomnie d'Apelle et son iconographie: Du Texte à l'Image

Mattioli Donatella
- 1976, Nuovo Ipotesi sui quadri di Bruol Veccio appartenuti ai Gonzaga. Bibliografia

Mayer Peter
- 1976, Pontes. Begleitbuch zur Lektür nach Übergeardneten hemen
  - Bruegel-Dedale Icare

Mc Grath Elizabeth
- 1976, Patientia

Meadow Mark A
- 1992, On the Structure of the Knowledge in Brueghel's Netherlandish Proverbs
- 1996, Bruegel's Procession to Calvary accumulation and the Space of vernacular Style
- 1997, Introduction: putting Bruegel in his Place. Contextual Studies of Pieter Bruegel the Elder

Meige H.
- 1895, Les Peintures de la Médecine: Les Opérations sur la Tête
  - L'Excision de la Pierre de Folie
- 1898, Documents nouveaux sur les Opérations sur la Tête
- 1899, Un nouveau Tableau représentant les Arracheurs de Pierre de Tête
- 1900, Pierres de Têtes et Pierres de Ventres

Meij A. W. F. M., Luijten Ger
- 1980, Dessins de Pierre Bruegel, Invidia et Luxuria

Meijer Bert W.
- 1988, Parma e Bruxelles. Comittenza e Collezionismo farnesiani alle due Corti
- 1988, From Leonardo to Breughel: Comic Art in sixtenn Century in Europe

Melion Walter S.
- 1988, Ego enim quasi obdormivi: Salvation and blessed sleep in Phillips Galle's Death of the Virgin after Pieter Bruegel the Elder

Méliotte G.
- 1864, Étude sur les vieux Peintres flamands, Pierre Bruegel dit le Vieux ou le Drôle

Menzel Gerhard W.
- 1966 & 1970, Pieter Bruegel der Ältere

Mettra Claude, Terpstra Bas
- 1976, Bruegel, Le Peintre et l'Homme
- 1981, Pieter Bruegel de Oude 1526-1569
- 1999, Le Théâtre des Songes : Bruegel et Bosch

Meyer-Heisig Elrich
- 1960, Vom Hernn-Niemand

Meyers Fritz
- 1960, Über alte Kinderspiele
- 1969, Ein Maler niederrhelnländischer Volkskunde zum 400 Toderstag Pieter Breugel der Ältere
- 1970, Das ist Winter und doch beschert er uns Freuden zu Pieter Breugel der Ältere Winterbilden

Micha René
- 1980, La Dynastie des Breugel

Michel Édouard
- 1931, Bruegel
- 1931, Catalogue raisonné
- 1932, Pierre Bruegel le Vieux et Pieter Coecke d'Alost
- 1932, The Estuary
- 1932,  Chute d'Icare. À propos de Breugel le Vieux, hypothèse sur quelques peintures flamandes
- 1933, À propos de Breughels Gemälde de Gustave Glück
  - [sur son Édition de 1932]
- 1936, Breugel le Vieux a-t-il [sic] passé par Genève
- 1938, Bruegel et la Critique moderne
- 1948, Bruegel ou non Bruegel ?
- 1949 & 1952, Pieter Breugel le Vieux
- 1949 & 1952, Catalogue raisonné
- 1949, Peter Breughel der Ältere
- 1949, Kritischer Katalog
- 1949, Pieter Breughel the Elder
- 1949, Critical Catalog
- 1950, Un Dessin inédit de Pierre Breugel le Vieux
- 1953, Catalogue raisonné des Peintures du quinzième et du seizième siècles
- 1953, Catalogue raisonné des Peintures du Moyen Âge, de la Renaissance et des Temps modernes

Michel Émile
- 1892, Les Bruegel

Michel M.
- 1892, I due Breugel.

Miedema Hessel
- 1969, Van Manders  Schilde Reproduktie
- 1977, Réalism and comic Mode: The Peasant
- 1981, Feesten Boeren- lachende dorpers. Bij twee recente Aawinsten van het Rijksprentenkabinet
- 1981 & 1996, Het Schilder-Boek. Kunst, Kunstenaar en Kunstwerk bij Carel Van Mander

Mieder Wolfgang
- 2004, The Netherlandish Proverbs. (Supplement series of Proverbium, 16.) Burlington: University of Vermont.

Mielke Hans
- 1975, Joos van Liere Meister der Kleinen Landschaften
- 1975, Table of the series of Small Landscapes
- 1979, Radierer um Bruegel
- 1991, Pieter Bruegel der Ältere. Probleme seines zeichnerischen Œuvre
- 1991, Noch einmal zum Problem von Pieter Bruegels Landschaftzeichnungen. Eigene Studie oder Abteilungen?
- 1994, La question des paysages forestiers dans l'œuvre de Pieter Bruegel
- 1997, Pieter Bruegel. Die Zeichnungen
- 1997, Kritischer Katalog

Milne Louise Sh.
- 1990, Dreams and popular Beliefs in the Imagery of Pieter Breughel the Elder circa 1528-1590
- 1996, Dreams and Pieter Breughel the Elder's Dulle Griet.
- 1997, Money and Excrement. The psychology of Capital and the Market Place in Breugel the Elder's Dulle Griet.

Minkowski H.
- 1960, Aus dem Nebel der Vergangenheit steigt der Turm zu Babel.

Minnaert Pol
- 1943, Essai d'Interprétation de la Dulle Griet de Pierre Bruegel l'Ancien
- 1943, À propos de Carnaval et de Carême par Breugel.
  - notes folkloriques

Mirande A. F., Overdiep G. S.
- 1950, Het Schilder-Boek van Carel Van Mander

Monballieu Adolf
- 1963, Pieter Brueghel en het Altaar van de Mechelse Handschoenmakers (1551)
- 1969, En Werk van Pieter Bruegel en Hans Vredeman de Vries vor de Tresorier Aert Molkeman
- 1969, Un travail de Pierre Breugel et Hans Vredeman de Vries pour le Trésorier Aert Molkeman
- 1969, A work of Peter Breugel the Elder and Hans Vredeman de Vries for the Tresurer Aert Molkeman
- 1974, De Kermis van Hobooken bij Pieter Bruegel, Jacob Grimmer en Gillis Mostaert.
- 1974, De Kunstenaarsfamilie Verhulst Bessemeers
- 1979, De Hand als teken op het kleed bij Pieter Bruegel en Peter Baltens
- 1981, Pieter Bruegel Schaatsenrijden bij Sint-Jorispoort te Antwerpen de Betekenis van het Jaartal 1553 en een Archiefstuk.
- 1983, De Twee Apjes bij Pieter Bruegel of the Singerie (seigneurie) over de Schelde te Antwerpen in 1562
- 1987, Nog een Hoboken bij Pieter Breugel en Tijdgenoten

Morford M. P. O.
- 1966, Breugel and the first Georgic

Mori Yoko
- 1968, Bruegel
- 1968, Pieter Breugel Spreekwoorden en Volksleven
- 1971, The Iconography of Pieter Bruegel's Temperantia
- 1976, The Influence of German and Flemish Prints of the Pieter Bruegel[98]
- 1978, The Tradition and the source of the Peasant's World of Pieter Breughel
- 1984, Breugel de Velour et l'Ancien
- 1985, The Iconographical Tradition in Flemish Books of Hours Calendar Prints seen in Pieter bruegel's Spring and Summer (en Japonais, Kanji)
- 1988, The Complete Paintings of Peter Bruegel[99]
- 1988, Flemish Children's Game in the Sixteenth Century: Iconographical Studies of Bruegel's Chidren's games
- 1988, Flemish Children's Games in the Sixteenth Century
- 1988, Flemish Children's Game in the Sixteenth Century : Iconographical Studies of Bruegel's Chidren's games
- 1989, Brueghel no "Kodomo no Yugi": Asobi no Zushougaku[100] 
  - Bruegel, Pieter "Children's games".
- 1991, The Iconography of Pieter Bruegel's Temperantia I
- 1992, The Iconography of Pieter Bruegel's Temperantia II
- 1992, Minshu bunka o kataru, Meiji Daigaku Jinbun Kagaku Kenkyujo sosho
  - Pieter Bruegel, spreekwoorden en volksleven
- 1995, Pieter Bruegel. Spreekwoorden en Volksleven
- 1995, The World of Bruegel. A Proposal to Reconsidering Bruegel: an Integrated View of his Historical and Cultural Milieu[101].
- 1996, Pieter Bruegel. Volkstaal en Volksleven. [102]
- 2001, The iconography of Bruegel's Temperantia[103]
- 2001, Masterpieces of Flanders' golden age[104]
  - Textes en anglais et en Kanji
- 2001, Bruegel and Old Japanese Proverbs in Art
- 2001, Bruegel and Old Japanese Proverbs in Art (Japonais)
- 2006, The Wisdom of Bruegel's Proverbs as Found in Japanese Art [105]
- 2008, Looking for Bruegel: The Power of Folk Culture

Mössner W.
- 1975, Studien zur Farbe bei Pieter Breughel der Ältere

Moxey Keith
- 1981, Sebald Beham's Church Anniversary Holidays: Festive Peasants as Instruments of Repressive Humor
- 1982, Peter Breughel and the Feast of Fools
- 1985, The Social Function of Woodcuts in Sixteenth Century Nurenberg
- 1989, Peasants Warriours and Wives. Popular Imagery in the Reformation
- 198•, The Fates and Pieter Breugel's Triumph of Death

Muguet François, De Piles Roger
- 1699, Abrégé de la Vie des Peintres. Avec des Réflexions sur leurs Ouvrages. Et un Traité du Peintre parfait et de la Connaissance des Desseins et de l'Utilité des Estampes, 1969

Muhlberger R.
- 1993, What makes a Bruegel a Bruegel ?

Muller Frederik
- 1870, Catalogus der schilderijen van Diego Duarte, te Amsterdam in 1682, met de prijzen van aankoop en taxatie, 1971

Müller Jürgen M.
- 1996, Pieter Bruegel der Ältere. In Allgemeines Künstler-Lexikon.
- 1999, Pieter Bruegel : Dutch Proverbs
- 1999, Das Paradox als Bildform. Studien zur Ikonologie Pieter Breugel der Ältere

Müller Hofstede Cornelius
- Past director Kaiser Friedrich Museum
- 1931, Wedding Dance in the Open

Müller Hofs. J.
- 1976,  Review of the exhibition Berlin 1975: The small Landscapes
- 1979,  Zur Interpretation von Bruegels Landschaft. Ästhetischer Landschaftbegriff und Stoische Weldbetractung

Muls Joseph
- 1945, Pieter Bruegel

Mund H.
- 1991, Contribution à l'Étude de Pierre Brueghel le Jeune: une Version inconnue de ses Proverbes flamands

Von Münz Ludwig
- 1961, Bruegel. The Drawings, complete Edition
- 1961, Critical catalog of Drawings
- 1962, Pieter Breugel Zeichnungen volkständige Angabe
- 1962, Kritischer Katalog

Münhall E.
- 1961, The Frik's Bruegel (The Three Soldiers' Grisaille)

Murray John J.
- 1970, Antwerp in the Age of Plantin and Breugel

Muyle Jan
- 1978,  De Verrijzenis van Christus van Peter Bruegel. Een Materiel, historisch en ikonografisch Onderzoek in het Kader van een Studie van de Vraag naar en de Receptie van Peter Breughels Oeuvre in de zetiende en zeventiende eeuw
- 1981, Pieter Bruegel en Abraham Ortelius. Brijdage tot de literaire Receptie van Pieter Bruegels Werk
- 1981, Peter Breugel and Abraham Ortelius
- 1983, Piet den Drol: Karel Van Mander en Pieter Bruegel. Brijdage tot de literaire Receptie van Pieter Bruegels Werk circa 1600
- 1984, Pieter Bruegel en de Kunsttheorie. Een Interpretatie van de Tekeningen De Schilder voor zijn Ezel: ideëel Zelfportret en artistiek Credo

Myakawa Atushi
- 1975, Breughel, Breughel

## N
Nackaert P. Fr
- 1969, Galg en Kruis bij Peter Bruegel de Oude

Nagler G. K.
- 1858, Die Monogrammisten: Bruegel

Nakano K., Nishimura K.
- 1978, Bruegel (en japonais)

Nauwelaert M. A.
- 1969, Bruegel Erasmus en de volkswijsheid

Neeffs Emmanuel
- 1876, Histoire de la Peinture et de la Sculpture à Malines: La Guilde de Saint-Luc

Nicoll Marcel
- 1915circa, Les Mendiants

Nieuwdorp Hans J.
- 1985,  Over de Interpretatie van Pieter's Bruegel's Dulle Griet
- 1995, Carnival and Lent, [after?] Pieter Breugel the Elder
- 1995, The Triumph of Death of Pieter Breugel the Younger (en collaboration avec Iris Kockelbergh)
- 1992,  Pierre Breughel l'Ancien au Musée Mayer Van den Bergh d'Anvers

Nikulin N. N.
- 1961, Notes sur l'Œuvre de Pierre Breughel

Novotny Fritz
- 1945, Über das Elementare in der Kunstgeschischte
- 1948, Die Monatsbilder Pieter Bruegel der Ältere
- 1950, Zu Pieter Bruegels Heimkehr der Herde

## O
Oberhuber Konrad
- 1968, Zwischen Renaissance un Barock.Das Zeitalter von Bruegel und Bellange
- 1974, Recent Acquisition and promised Gifts
- 1979, Pieter Bruegel und die Radierungsserie der Bauernköpfe
- 1980, Des Dessins de Pierre Bruegel l'Ancien
- 1981, Bruegel's Early Landscape Drawings

Olyff Michel
- 1981, Paysage avec la Chute d'Icare ou l'option humaniste: Pierre Bruegel

Onclincx Georges
- 1985,  Notes sur une Biographie manuscrite (dix-huitième) de Pierre Bruegel l'Ancien mentionnant son Décès et son Inhumation

Op de Beek Jan
- 1986, Bruegel terug te Mechelen Expo

O'Reilly Jennifer
- 1988,  Studies in the Iconography of the Virtues and Vices in the Middle Ages

Orenstein, Nadine M.
- 2001, Pieter Bruegel the Elder: Drawings and Prints (lire en ligne, The Metropolitan Museum of Art (ISBN 978-0-87099-990-1)).

Orlandi Pellegrino A.
- 1719, Abecedario Pittorico

Oron Ruth
- 1998, Bruegel's Peasant Wedding Celebrates the True Purpose of Marriage

Ortel Abraham dit Ortelius
- 1573, Deorum darumque capita
- 1561, Lettre de Scipio Fabius à Abraham Ortelius
- 1565, Lettre de Scipio Fabius à Abraham Ortelius
- 1575, Lettre de D.V. Coornhert à Abraham Ortelius
- 1575, Lettre de B.A. Montano à Abraham Ortelius
- 1887, Ecclesiae Londino Batavae Archivum. Ex autographis mandate ecclesia Batava; Canterbury, Cambridge
- 1964, The History of Abraham Ortelius and his Theatrum Orbis Terrarum

Ostande Pierre
- 1998, Bruegel: Jeu, Travail, Place, Livre pour enfant

## P
Panofsky Erwin
- 1939, Studies in Iconology. Humanistic Themes in the Art of Renaissance.
- 1975, Peter Breugel der Ältere, des zeichner

Panse Fr.
- 1967, Pieter Bruegel's Dulle Griet.  Bildnis einer psyschisch Kranken

Parker K. T.   
- 1938, The ashmolean Museum, Catalogue of Drawings

Parker G.   
- 1977, The Dutch Revolt

Périer d'Ieteren C.
- 1975, Précisions iconographiques et historiques sur la Série de la Légende de Saint-Rombaut
- 1979, L'application des Méthodes physiques d'Examen à l'Étude du Modelé dans la Peinture
- 1981, Méthodes scientifiques d'Examen à mettre en œuvre pour améliorer les Connaissances de la Technique picturale des Primitifs flamands
- 1985, Colyn de Coter et la Technique Picturale des Peintres flamands du quinzième siècle.
- 1994, La Technique de Memling et sa Place dans l'Évolution de la Peinture flamande du quinzième Siècle
- 1996, Reflet de la Personnalité Artistique de Jan Van Eyck et Pierre Breugel l'ancien au Travers de deux Paysages
- 1996, Reflection of the personalities of Jan Van Eyck and Pieter Bruegel the Elder through two landscapes.

Philippot Albert   
- 1985, L'adoration des mages de Bruegel au Musée des beaux-arts de Bruxelles. Traitement d'un Tuchlein

Pierpont Morgan Library
- 1957, Treasures from the Pierpont Morgan Library, fiftieth anniversary exhibition, 1957.

Piguet P.   
- 1995, D'un Tableau de Jan Brueghel l'Ancien

Pinson Yona
- 1993, The Water Mill in Bruegel's Witch of Malleghem : or incurable Folly
- 1999, Folly and Vanity in Bruegel's Dulle Griet: Proverbial metaphors and their relationship  with the Bosch Imagery

Piot Charles   
- 1884, Correspondance du Cardinal de Granvelle 1565-1583

Piron André
- 1965, Nouvelles Recherches concernant les Peintres Joachin le Patinier et Henry Blès

Plard H.   
- 1958, Sur le Repas de Noces de Bruegel l'Ancien

Pleij H.   
- 1969, Mommekansen met de Wafelbakker Een zestiende eeuws Volksgebruik afgebeeld  of Breughel's Strijd tussen Carnaval en Vasten
- 1979, Het Gilde van de Blauwe Schuit.  Litteratuur, volkfeest en Burgermoraal in de late Middeleuuwen

Pluis Jan   
- 1979, Kinderspellen op Tegels

Popelier Françoise   
- 1969, Images des luttes religieuses dans la peinture des Anciens Pays-Bas.
- 1969, Pierre Bruegel l'Ancien.
- 1970, La Chute des Anges rebelles.
- 1987, Chronique d'un Musée
- 1996, Breughel le Jeune dans l'atelier d'Alfred Stevens

Popham A. E.   
- 1931, Pieter Bruegel and Abraham Ortelius
- 1931, Pieter Breughel (new Drawings)
- 1932, Pieter Breughel (new Drawings)
- 1931, Catalogue of Drawings by Dutch and Flemish Artists in the British Museum
- 1934, Pieter Breughel the Elder

Popper L.   
- 1971, Peter Bruegel der Ältere 1520 (?)-1569.

Portman Paul   
- 1962, Bruegel, Jeux d'enfants

Poullet E.   
- 1877-1894, Correspondance du Cardinal de Granvelle, 1565-1586

Prat Veronique   
- 1991, Bruegel, le Dénombrement de Bethléem

Prater Andreas   
- 1977, Peter Bruegel der Ältere um 1525-1569

Prims F.   
- 1936, Een eerste gezelschap van de Blauwe Schuit in 1414

Puraye Jean
- 1969, L'Album Amicorum d'Ortelius

## R
Radar Edmond
- 1994, Le Jeu, le Folklore et l'Art dans la Peinture de Pierre Breugel
- Le Luminisme de Pierre Breughel dans la peinture d'Occident

Ramakers B. A. M.
- 1997, Bruegel en de rederijkers: Schilderkunst en literatuur in de zestiende eeuw

Raupp Hans-Joachim
- 1985, Bemerkungen zu den Genrebildern Saverys
- 1986, Bauernsatiren. Enstehung und Entwiklung des bäuerlischen Genres in der deutschen und niederländischen Kunst circa 1470-1570

Renger Konrad
- 1970, Lockere Gesellschaft: zur Ikonographie des Verlorenen Sohnes und von Wirtshausszenen in der niederlandischen Malerei
- 1971, Betler und Bauern bei Peter Breugel der Ältere
- 1975, Peter Breugel der Ältere, des zeichner

Reutersward P.
- 1970, Hieronymus Bosch. Als Kopie nach Bosch, von Bruegel oder aus Bruegels Kreis.

Reynolds Josuah
- 1797, Journey to Flanders and Holland

Reznicek E. K. J.
- 1979, Bruegels bedeutung für das 17. Jahrhundert

Richer P.
- L'Art et la Médecine

Riegl A.
- 1902 - 1930, Das Holändische Gruppen Porträt

Riehl Berthold
- 1884, Geschichte des Sittenbildes in der deutschen Kunst bis zum Tode Pieter Brueghels des Älteren
- 1890, Geschichte des Sittenbildes in der deutschen Kunst bis zum Tode Pieter Brueghels des Älteren

Riggs Timothy A.
- 1971, Hieronymus Cock, 1510-1570, Printmaker and Publisher in Antwerp at the Sign of the Four Winds
- 1971, The small Landscapes
- 1977, Hieronymus Cock, 1510-1570, Printmaker and Publisher in Antwerp at the Sign of the Four Winds
- 1979, Bruegel and his Publisher

Ring Grete
- 1934, La Tentation de Saint Antoine

Roberts Keith
- 1971, Bruegel, Critical Catalog
- 1993, Bruegel, Catalogue commenté

 Roberts-Jones Ph..
- 1969, Pour un vrai Bruegel
- 1969, Bruegel, le Peintre et son Monde.
- 1969, Bruegel, Die Kunst und schöne Heim
- 1969, Breugel, The Painter and his World
- 1969, Breughel, De Schilder en zijn Wereld.
- 1969, Pieter Breughel den Oude
- 1970, Pierre Bruegel l'Ancien, Le dénombrement de Bethléem
- 1974, Bruegel. La chute d'Icare au Musée de Bruxelles
- 1989, Images données, Images reçues
- 1989, Italianisme et Réalisme: le Siècle de Breugel
- 1989, Le Thème du Paysages
- 1989, Bruxelles
- 1989-1991, Quelques Sources iconographiques d'Abel Grimmer
- 1996, Breughel le Jeune dans l'atelier d'Alfred Stevens
- 1997, Breugel au pluriel

Robinson William W.
- 1986, The Function of Drawings in the Netherlands in the Sixteenth Century

Roh F.
- 1960, Pieter Breugel der Ältere. Die Niederländischen Sprichwörter

Rolin Dominique
- 1978, L'Enragé, roman préfacé par Philippe Sollers
- 1986, L'Enragé, roman préfacé par Philippe Sollers

Rombouts Philippe
- 1864, De Liggeren en andere historische Archiven der antwerpsche Sint-Lucas-Gilde
- 1872, De Liggeren en andere historische Archiven der antwerpsche Sint-Lucas-Gilde
- 1876, De Liggeren en andere historische Archiven der antwerpsche Sint-Lucas-Gilde
- 1971, Les Liggeren et autres Archives historiques de la Guilde anversoise de Saint-Luc

Romdahl Axel L.
- 1905, Pieter Bruegel der Ältere und sein Kunstschaffen. Inaugural-Dissertation
- 1905, Pieter Bruegel der Ältere und sein Kunstschaffen.
- 1947-1951, Pieter Bruegel der Ältere
- 1949, Le Style figuré de Pierre Bruegel
- 1951, Några rader i Anledning av Kjell Boström Artikel: Är Stormen verklingen en Bruegel ?

Ronte Dieter
- 1975, Pieter Bruegel

Rooses Max
- 1880, Geschiednis der Antwerpsche Schilderschool

Roquet Claude-Henri
- 1987, Bruegel ou l'Atelier des Songes.
- 1991, Bruegel or the Workshop of Dreams
- 1993, La Ferveur des Hivers

Rosenthal Ervin
- 1958, Pieter Breugel der Ältere, seine Vorläufer und sein Kreis

Rosier Françoise
- 1997, Un Jan Breugel le Jeune à Mariemont

Rosoman-Ara L.
- 1969, Breugel's Mad Meg

Rossignol Sophie
- 2009, Pieter Bruegel, l'hymne à la vie paysanne

Rousseau Jeanne
- 1882, Les Maîtres flamands au Musée de Naples

Royalton-Kisch M
- 1995, Mountain Landscape with River and Figures
- 1998, Review of Mielke 1996
- 2000, A sketch for a Journey to Emmaus by Pieter Bruegel the Elder
- 2001, Peter Bruegel as a Draftman: The changing Image
- 2001, Pieter Bruegel, Meestertekenaar, A new drawing by Bruegel: method and interpretation

## T
Taine Hippolyte
- 1909, Philosophie de l'Art

Taniers David
- 1660, Le Théâtre des Peintures

Terlinden Charles
- 1942, Pierre Bruegel le Vieux et l'Histoire

Terlinden J. M.
- 1889, Les difformes et les malades dans l'art

Teugels Jan
- 1939, Breughel

Theuwissen Jan
- 1967, De Localisatie van de eenstaartploeg in Vlaams België
- 1968, Is het houtzagen Afgebeelt op de Prudentia van Pieter Bruegel een ironich-satirish Tafereel ?
- 1971, Het Werk van Bruegel en Rubens als beelddocument
- 1979, Volkskundlische Aspekte im Werke Pieter Bruegels

Thieme Ulrich
- 1938, Allgemeines Lexikon der Bildenden Künstler: Pieter Stevens
- 1938, Allgemeines Lexikon der Bildenden Künstler: Coecke van Aelst

Thirifays André
- 19.., Breughel mis à l'Écran

Thon P.
- 1968, The Triumph of Death reconsidered

Thys Rutger
- 1998, De Twaalfmanden Cyclus over het Landleven van Pieter Breugel als interieur Decoratie voor het Huis van paysantie ter Beken te Antwerpen

Timmermanns Félix
- 1938, Pieter Bruegel l'Ancien
- 1947, Pieter Breughel, Schauspiel in drei Akten

Tietze-Conrat E.
- 1933, Peter Bruegel's Kinderspiele

Tonci S.
- 1794, Descrizione ragionata della Galleria Doria

Tolnai Karl
- 1925, Die Zeichnugen Pieter Bruegels der Ältere
- 1925, The Drawings of Pieter Bruegel the Elder
- 1929, Beitrage zu Breugels zeichnungen: The Loeser Drawings
- 1934, Studien zu den Gemälden Pieter Breugels der Ältere
- 1934, Two Drawings by Peter Breughel the Elder: The Duits and Lugt's Drawings
- 1935, Three Unnoticed Drawings by Peter Breughel the Elder: The Chatworth Drawings
- 1935, Pierre Bruegel l'Ancien
- 1936, La seconde Tour de Babel de Pierre Bruegel l'Ancien
- 1936, Note complémentaire sur l'Hypothèse des douze Mois
- 1948, Le Peintre et l'Amateur de Pierre Bruegel le Vieux
- 1951, Brueghel et l'Italie
- 1952, The Drawings of Pieter Bruegel the Elder
- 1952, Table of the series of Small Landscapes
- 1955, An unknown early Panel by Pieter Bruegel the Elder
- 1956, An unknown early Panel by Pieter Bruegel the Elder
- 1957, Une Vue d'Anvers de Pieter Breugel l'Ancien
- 1960, Remarques sur quelques dessins de Bruegel l'Ancien et sur un Dessin de Bosch récemment réapparus
- 1965, Newly discovered Miniatures by Pieter Breugel the Elder
- 1967, Tout l'œuvre peint de Breughel l'ancien
- 1968, Das Gesamtwerk von Breugel
- 1968, L'Opéra completa di Bruegel
- 1970, The complete Paintings of Breugel
- 1969, Une danse en plein air de Pierre Breugel l'Ancien
- 1969, A Contribution to Peter Breugel the Elder as a Draughtsman
- 1972, Pierre Bruegel l'Ancien. À l'Occasion du quatre centième Anniversaire de sa Mort
- 1972, Two Miniatures: The Tower of Babel and Landscape with valley and Mountains in The NewYork Piepont Morgan Library
- 1978, A new Miniature by Pieter Bruegel the Elder ?
- 1979, A new Miniature by Pieter Bruegel the Elder ?
- 1980, Futher Miniatures by Pieter Bruegel the Elder
- 1988, Catalogue raisonné, Introduction de Charles de Tolnay
- 1988, Kritischer Katalog
- 1988, Critical Catalog
- 1988, Catalogo critico

Torrilhon Tony Michel
- 1958, La pathologie dans Bruegel
- 1958, Bruegel était-il médecin ?

Touwaide R. H.
- 1975, Messire Lodovico Guicciardini

## U
Urbach Zsuzsa (Susan)
- 1978, Notes on Bruegel Archaism: His relationship to Early Netherlandish Paintings and other[115]
- 1980, The Sources of Bruegel's Art and his Relation to Early Netherlandish Painting. Quotation revival or Archaism in the Vienna Carrying the Cross
- 1990, Die Bedeutung der Alten Niederländer für Bruegels Kreuztragung in Wien [116]
- 1995,  The World of Breugel [117]
- 1999, Research Report on Examinations of Underdrawings in the Museum of Fine Art in Budapest

## V
Vaes Maurice
- 1926, Le port de Naple de la description raisonnée de la Galleria Doria à Rome en 1794

Valentiner Wilhelm R.
- 1913, Village Mariage
- 1930, A Rediscovered Painting by Peter Bruegel the Elder
- 1930, The Wedding Dance
- 1931, The Wedding Dance

Van Bastelaer R.
- 1905, Pieter Bruegel l'Ancien, son Œuvre et son Temps
- 1907, Catalogue raisonné des estampes
- 1907, Les Estampes de Peter Bruegel l'Ancien
- 1908, Table of the series of Small Landscapes
- 1924, Les Dessins de Breugel l'Ancien appartenant au Cabinet des Estampes de la Bibliothèque royale de Belgique
- 1931, Le Paysage de la Parabole des Aveugles de Pierre Bruegel
- 1935, À propos des Dessins de Bruegel l'Ancien
- 1992, Les Estampes de Peter Bruegel l'Ancien. Catalogue raisonné des estampes
- 1992, The Prints of Peter Bruegel the Elder, Critical Catalogue of prints

Vanbeselaere W.
- 1944, Peter Bruegel en het nederlandsche Maniërisme
- 1944, Peter Bruegel en Hugo Van der Goes
- 1946, Peter Bruegel et Hugo Van der Goes
- 1946, Breugel den Oude
- 1969, Pieter Bruegel de Oude

Van Bever P.
- 1969, Année Bruegel

Van Beylen J.
- 1969, De Uitbeelding en de Documentaire Waarde van Schepen by enkele oude Meesters; la Chute d'Icare

Van Bruegel G.
- 1876, Gendenkschrift wegens een Schilderij van Spreekworden door Pieter Bruegel Jr (de boertige in 1623)

Van Daele Freddy
- 2016, voir/zie Van Linthoudt Joseph

Van Camp Gaston
- 1850, Nouvelles acquisitions aux Musées royaux : Le Bailleur
- 1854, Pierre Bruegel a-t-il peint une Série des sept Péchés capitaux ?

Van den Bosch L.
- 1942, Bruegel

Van den Branden F. Jos.
- 1983, Geschiedenis der Antwerpsche Schilderschool

Van den Branden Jean-P.
- 1981, Les Jeux d'Enfants de Pierre Breugel
- 1982, Les Jeux d'Enfants de Pierre Breugel

Vandenbroeck Paul
- 1984, Verbeeks Peasant wedding: a Study of iconography and social Function

Van der Doort X.
- 1639, Registre des collections de Charles premier d'Angleterre rédigé en 1639: Les trois Soldats

Van der Heiden R.
- 1985, Pieter Breugel der Ältere Schlaraffenland und Kopf einer Bäuerin

Van der Poel J. M. G.
- 1967, Oud Nederlandse Ploegen
  - Charue de l'époque de la Chute d'Icare

Van der Stock Jan
- 1989, The impact of Prints of Pieter Bruegel the Elder

Vandervorst Liliane
- 1978, Bruegel, Témoins des Conflits de son Temps

Van der Vossen E.
- 1951, De Maandenreeks van Pieter Breugel den Ouden

Van de Velde H.
- 1892, Le Paysan en Peinture

Van de Voorde Urbain
- 1963, Eeuw van Breugel

Van Even E.
- 1876, Lodovico Guicciardini

Van Gelder J.G.
- 1939, Peter Bruegel: Avaritia, Gula, Ira, Luxuria, Superbia, Invidia, Desidia, Het Laatste Oordeel
- 1939, Breugel's Zeven Deugden en Zeven Hoofdzonden
- 1951, The Christ Carrying the Cross
- 1960, Peter Brueghel: Na(e)rt het leven of naar het leven
- 1976, On the Publication of the last volume of Max J. Friedländer

Van Gils J. B. F.
- 1940, Een andere Kijk op Pieter Bruegel den Ouden
- 1942, Het Sneijden van de Kei
- 1943, Breugel's Vastenavondgangers
- 1947, Pieter Bruegel's teekeningen Lente en Zomer
- 1962, De Val van Icarus of het Visioen van Peer de Ploeger? Een andere Kijk op Pieter Breugel

Van Hasselt C.
- 1965, Catalogue: Le seizième siècle européen, peintures et dessins dans les collections publiques françaises

Van Hauwaert Fr.
- 1977, Pierre Breughel le Jeune et la Copie aux Pays-Bas
- 1978, La Copie chez Pierre Bruegel le Jeune

Van Houtte J. A.
- 1979, Die niederländische Umvelt Pieter Bruegels
- 1981, Anvers aux quinzième et seizième siècles: expansion et apogée

Van Leeuwen Fr.
- 1967, Naar het Leven studies van Peter Breughel. Samenvatting van een Referaat door mij gehouden in het Kader van het Werkcollege 16de eeuwse nederlandse Tekeningen
- 1970, Iets over Handschrift van de naar het leven Tekenaar
  - 1970, English Summary
  - 1970, Naar het leven litteratuur
- 1971, Figuurstudies van Peter Bruegel

Van Lennep Jan
- 1965, L'Alchimie et Pierre Bruegel l'Ancien
- 1965, La chute d'Icare
- 1966, De Alchimie en Pieter Bruegel de Oude
- 1966, Art et Alchimie. Étude de l'Iconographie hermétique et de ses Influences
- 1984, L'alchimie. Contributions à l'Histoire de l'art alchimique
- 1989, An alchemical Message in Breugel's print

Van Linthoudt J.
- 1990, Bruegel et le Payottenland

Van Linthoudt Joseph et Van Daele Freddy.
- 2016, Les Bateaux chez Bruegel et De Boten van Bruegel

Van Looveren L.
- 1969, Catalogue Quinze années d'acquisitions

Van Mander C.
- 1603, 1604, Het Schilderboek waerin voor eerst de leerlustighe Jueght den grondt der edel vrij Schilderconst in verscheyden Deelen wort Voorghedragen...
- 1604, 1884, Het Schilder-Boeck, Le Livre des Peintres de Carel van Mander
- 1604, 1996, The lives of the Illustrious Netherlandish and German Painters
- 1604, 1936, The Schilderboek
- 1604, 1965, Het Schilder-Boek—Le Livre de Peinture
- 1604, 1643, Uitbeelding der figurenvertoonde hoe de heydenen hun goden heben afgebeeldt en onderscheyden
- 1969, Van Mander's Schilde Reproduktie
- 1981, Het Schilder-Boek. Kunst, Kunstenaar en Kunstwerk bij Karel Van Mander

Van Merlen X.
- 1963, El Jacobos [Tète de Vieillard]

Van Miegroet H.
- 1986, The Twelve Months reconsedered now a Drawing by Pieter Stevens clarifies a Breugel Enigma
- 1992, La Peinture flamande dans les Musées d'Amérique du Nord: Pierre Bruegel l'Ancien, la Danse des Paysans
- 1992, La Peinture flamande dans les Musées d'Amérique du Nord: Pierre Bruegel l'Ancien, La Moisson

Van Nuffel H.
- 1976, L'église de la Chapelle dans le Quartier de Bruegel à Bruxelles
- 1984, Notre Dame-de-la-Chapelle à Bruxelles 1134-1984

Van Regteren Johan Quirijn
- 1970, Boekbespringen: The Frick -Collection, an illustrated Catalogue

Van Schoute R., Verhougstraete Hélène, Garrido M. C.
- 1995, La Dulle Griet et le Triomphe de la Mort de Pierre Bruegel. Observations d'ordre technologique

Van Puyvelde Léon
- 1931, Een onbekende Schilderij met Vlaamsche Spreuken
- 1935, La Tentation de Saint-Antoine
- 1935, Pierre Breughel l'Ancien à l'exposition d'Art ancien de Bruxelles
- 1935, The Estuary
- 1935, L'Estuaire
- 1938, Un nouveau Massacre des Innocent de Pierre Breughel l'Ancien
- 1945, The Dulle Griet in the Mayer van der Berg
- 1960, Un Paysage avec Saint Christophe de Pierre Breugel l'Ancien
- 1962, Pierre Breughel l'Ancien
- 1962, Catalogue critique: L'œuvre de Breugel
- 1962, Bruegel und der Sinn seiner Bettler im Louvre
- 1969, De poëtische Waarheid van Pieter Brueghel de Oude

Varekamp T.
- 1971, De Naar het Leven affaire von a-x

Vasari Giorgio
- 1568, Le Vite de' piú eccelenti Pittori, Scultori e Architettori...
- 1906, 1932, Le Vite de' piú eccelenti Pittori, Scultori e Architettori
- 1981, La Vie des meilleurs Peintres, Sculpteurs et Architectes

Venezia Mike
- 1992, Pieter Bruegel

Venturi Lionello
- 1956, The sixteenth Century: From Breughel to el Greco
- 1986, La Peinture de la Renaissance de Bruegel au Greco

Verhaeren Emile
- 1913, La Vie flamande

Verdeyen R.
- 1948, Breugel en de Dialektogeographie

Verlant E.
- 1894, Acquisition par le Louvre de la copie, Parabole des aveugles à la vente Henry Leys de décembre 1893 à Anvers

Vermeylen August
- 1925, Geschiedenis der Europeesche Plastiek en Schilderkunst
- 1928, Bruegel en italien kunst
- 1928, Bruegel et l'Art italien
- 1935, Pieter Bruegel den Oude als Schilder van Landschappen
- 1953, Van Bosch tot Bruegel en zijn kring
- 1953, Peter Bruegel de Oude als Schilder van Landschappen

Verstreken Frans
- 1969, Bruegel verfilmen: en glimlach op celluloid

Vervliet H. D. L.
- 1962, Twaalf Spreekwoorden van het Museum Mayer Van den Bergh. Een Oderzoek naar de Datum van Onstaan van de Onderschriften

Vinken P. J.
- 1957, De Betekenis van Bruegel

Virch Claus
- 1969, The Story of Breugel's Havesters, a Curator's Coup

Visser M. J. C.
- 1985, Pieter Bruegel. Een nieuwe Interpretative

Vlieghe Hans
- 1962, Overname van Motieven uit het Werk vaan Mantegna in Schilderijen van Pieter Bruegel de Oude
- 1977, Une grande Collection anversois du dix-septième Siècle: le Cabinet d'Arnold Lunden, beau-frère de Rubens

Voet Léon
- 1976, L'âge d'Or d'Anvers. Essor et gloire de la métropole au seizième siècle

Vöhringer Christian
- 1999, Pieter Breughel der Ältere 1525/1530-1569

Von Blabass Ludwig
- 1918, Die nierländische Landschaftsmalerei von Patinir bis Bruegel: Kritischer Berischte
- 1948, Les Paysanneries de Pierre Bruegel
- 1948, Brueghel l'Ancien
- 1948, Catalogue critique

Von der Osten, Vey H.
- 1969, Paintings and Sculpture in Germany and Netherlands 1500-1600

Von Frimmel Theo J.
- 1895, Kleine Galeriestudien

Von Glück Gustav
- 1910, Peter Bruegel des Älteren Gemälde in Kunsthistorischen Hofmuseum zu Wien
- 1910, Les Tableaux de Pierre Breugel le Vieux au Musée Impérial à Vienne
- 1932, Bruegels Gemälde. Das grosse Bruegel-Werk
- 1932, Die Darstellung die Karnevals und der Fasten von Bosch und Bruegel
- 1933, Peter Bruegel des Älteren Gemälde in Kunsthistorischen Hofmuseum zu Wien
- 1936, Bruegel. Details of his Pictures
- 1937, Pieter Bruegel le Vieux
- 1930, A newly discovered Painting by Brueghel the elder
- 1933, Der Töt Maria Eichem entdeckter Gemälde, Peter Bruegels des Älteren
- 1935, Über einige Landschaftgemälde, Peter Bruegels des Älteren
- 1936, Pieter Bruegel des Älteren Kleiner Turmbau zu Babel
- 1939, Pieter Bruegel le Vieux
- 1941, Bruegels Gemälde. Das grosse Bruegel-Werk
- 1943, Peter Bruegel the Elder and Classical Antiquity
- 1948, Le Paysage avec la fuite en Égypte de Peter Bruegel le Vieux
- 1950, Peter Breugel the Elder and the Legend of St Christopher in Early Flamish Paintings
- 1951, Bruegels Gemälde. Das grosse Bruegel-Werk
- 1951, Kritischer Katalog
- 1952, Peter Brueghel the Elder. The Large Breugel Book
- 1952, Critical Catalog
- 1955, Peter Brueghel the Elder. The Large Breugel Book
- 1955, Critical Catalog
- 1958, Peter Brueghel the Elder. The Large Breugel Book

Von Löhneysen Hans-Wolfgang
- 1956, Die Ältere Niederländische Malerei

Von Manteufel K. Zoege
- 1929, Josse Van Liere
- 1934, Pieter Breughel. Landchaften

Von Mechel Chrétien
- 1784, Catalogue des Tableaux de la galerie impériale de Vienne
- 1783, Kaiserlichen Galeries Katalog
- 1783, Verzeichnis der Gemälde der Kaiserischen, Köninglischen Bilder-Gallerie in Wien

Von Münz Ludwig
- 1961, Bruegel. The Drawings, complete Edition
- 1961, Critical catalog of Drawings
- 1962, Pieter Breugel Zeichnungen volkständige Angabe
- 1962, Kritischer Katalog

Von Sandrart Joachim
- 1675- 1679, Der Teutschen Academie: Anton Morus und andere vier künstlere. Pieter Bruegel, Mahler aus Bruegel

Von Schlosser Julius
- 1927, Giulio Clovio und Livina Teerlinck

## W
Warnersen
- 1550, 1873, Gemeene Duytsche Spreckwoorden

Wauters Alfonse
- 1887 - 1888, La Famille Breugel
- 1908, Le Dénombrement de Bethléem
- 1914, Pierre Bruegel et le Cardinal Granvelle

Wazbibski Z.
- 1964, La construction de la Tour de Babel, par Breugel le Vieux. Genèse d'un Symbole d'Urbanisme

Weck H.
- 1993, De Bruegel à Rubens: École de peinture anversoise 1550-1650

Wegener Ulrike B.
- 1995, Die Faszination des Masslosen. Der Turmbau zu Babel von Pieter Bruegel, bis Athanasius Kirscher

Wehle H. B.
- 1947, The Metropolitan Museum of Art: a catalogue of early Flemish, Dutch and German paintings

Weight A. Carel, Rosoman Leonard
- 1969, A Breugel's Mad Meg

Weinitz Franz, Bolte Johannes
- 1915, Die Niederländischen Sprichwörter des Pieter Bruegel des Älteren im Kaiser-Friedrich-Museum zu Berlin

Weisstein Ulrich
- 1982, The Partridge without a Pear Tree: Pieter Bruegel the Elder as an Illustrator of Ovid

Weitbreicht H. J.
- 1971, Pieter Breugels Dulle Griet. Bildnis einer psyschisch Kranken

Wellens Cyriel
- 1969, Breugel sprokkelingen: Bibliografische inlichtingen bij de prent De Ezel op Scool

Weyns Jozeph
- 1969, Bruegel en het stoffelijke Kultuurgoed van zijn Tijd
- 1969, Bij Bruegel in de Leer hondert en een dagelijkse Dingen
- 1969, Muurankers uit Bruegels tijd
- 1969, Gilde preisen uit Bruegels tijd
- 1969, Wereld bol en kruis
- 1969, Vijf reiswagens van Jan Breughel de Oude
- 1969, Breugelkalenders
- 1969, De Spreeuwpot in de Bokrijkse versammeling
- 1975, Wij Bruegel in de Leer voor hondered en een dagelijkse Dingen

White Christopher
- 1959, Pieter Breugel the Elder: Two new Drawings, An Alpine Landscape and The Calomny of Apelles
- 1963, A new Alpine Landscape drawing
- 1979, The Rabbits Hunter by Peter Bruegel the Elder

White John
- 1961, Raphaël and Breugel: two Aspect of Relationschip between Format and Content

Wied Alexander
- 1970, Bruegel
- 1980, Peter Bruegel the Elder, The Drawings, The Paintings
- 1980, Bruegel
- 1994, Bruegel
- 1994, Catalogo critico
- 1996, Peter Bruegel the Elder, The Drawings, The Paintings
- 1996, Critical Catalogue
- 1997, Bruegel
- 1997, Catalogue critique

Williams Carlos William
- 1962, Picture from Bruegel and other Poems
- non daté, La Parabole des Aveugles
- 1971, Listening and writing; Landscape with the Fall of Icarus in Musée des Beaux-Arts
- 1971, Listening and writing; The Hunters in the snow in Vienne
- 1992, Tableaux d'après Bruegel

Williams Sheila, Jacquot Jean
- 1960, Ommegangs anversois du Temps de Breugel et de Van Heemskerck

Wilmotte Michèle
- 1995, Pieter Breughel the Younger at Tokio 1995
- 1995, Bibliography, [publication en anglais d'un catalogue d'exposition]
- 1995, The Sermon of John the Baptist
- 1995, The Mount Calvary
- 1995, Outdoor Wedding Dance
- 1995, The Peasant's Brawl
- 1995, Winter Landscape with Bird Trap
- 1995, The Temptation of Saint Anthony
- 1995, The Battle Between Lent and Mardi Gras

Winkler Friedrish
- 1924, Die Altniederländische Malerei. Die Malerei in Belgien und Holland von 1400-1600, [extrait d'un catalogue]
- 1924, Kritische Katalog
- 1928, Les Joies Mondaines de Marie Madeleine
- 1958, Die Wiener Kreuztragung, Die Albertina Drawing
- 1958, Die Wiener Kreuztragung

Winnaert Paul
- 1943, Essai d'Interprétation de la Dulle Griet

Winner Mathias
- 1961, Zeichnungen des Älteren Jan Breughel, [publication en allemand d'un catalogue d'exposition]
- 1975, Peter Breugel der Ältere, als zeichner: Der Maler vor der Stafellei
- 1979, Zu Bruegels Alchimist
- 1985, Vedute in Flamish Landscape Drawing of the sixteenth century

Wolfthal Diane
- 1989, The beginnings of the Netherlandish Canvas Paintings: 1400 - 1530

Wouters Rik
- 1912, Lettre au peintre Simon Levy

Wucher T., Friedländer Max Julius
- 1960, Étude pour une Bataille entre les Gras et les Maigres

Würtenberger Franzepp
- 1940, Zu Bruegel's Kunstform, besonders ihr Verhältnis zur Renaissancekomposition
- 1957, Pieter Bruegel die Ältere und die deutsche Kunst

Wyss Beat
- 1988, Der Dolch am linken Bildrand. Zur Interpretation von Pieter Bruegels Landschaft mit dem Sturz des Ikarus
- 1990, Pieter Bruegel. Landschaft mit Ikarussturz. Ein Vexierbild des humoristischen Pessimimus

## Y
Young S.
- 1948, Présentation de Pieter Breughel, sa Vie, son Œuvre et son Temps

Yourcenar Margueritte
- 1974, Souvenirs pieux

## Z
Zeger Nicolas
- 1550, Proverbia Teutonica
- 1558, Proverbia Teutonica, 1873

Zupnick Irving L.
- 1964, Bruegel and the Revolt of the Netherlands
- 1966,  The Meaning of Breughel's Nobody and Everyman
- 1969, The Influence of Erasmus Enchiridion on Breugel' Seven Virtues
- 1971, Breughel's Virtues as the Epitone of Folly
- 1972, Appearance and Reality in Breughel's Virtues

Zurcher J.
- 1963, Breughel in Brussel

Zwollo An
- 1965, De Landschaptekeningen van Cornelis Massys
- 1968, Pieter Stevens, ein vergessener Maler des Rudolfinischen Kreises
- 1970, Pieter Stevens, neue Zuschreibungen und Zusam menhänge
- 1979, Jacob Savery, Nachfolger von Pieter Bruegel und Hans Bol
- 1982, Pieter Stevens nieuwe werk: contact met Jan Brueghel invloed op Kerstiaen de Keuninck